# Elezioni amministrative in Italia del 2016
Le elezioni amministrative in Italia del 2016 si sono tenute il 5 giugno, con turno di ballottaggio fissato per il 19 giugno. Le elezioni si sono svolte in 1 342 comuni: 149 comuni superiori (con popolazione superiore ai 15 000 abitanti nelle regioni a statuto ordinario, in Sardegna e in Friuli-Venezia Giulia; con popolazione superiore ai 10 000 abitanti in Sicilia) e 1 193 comuni inferiori. Nel mese di maggio il governo aveva annunciato un decreto-legge per estendere le votazioni ai lunedì 6 e 20 giugno, ipotesi però rientrata a seguito delle polemiche sollevatesi.
In Trentino-Alto Adige le elezioni si sono tenute l'8 maggio, con ballottaggio il 22 maggio, ed hanno interessato venti comuni, di cui due superiori, tra cui Bolzano. Nel comune di Castel Ivano il voto è stato posticipato all'autunno.
In Valle d'Aosta si è votato in un solo comune, Ayas, il 15 maggio.
In totale i comuni rinnovati sono stati dunque 1 364. Si è votato anche in 26 nuovi comuni istituiti nel 2016 mediante fusioni amministrative di territorio: tre in Piemonte, uno in Lombardia, sedici in Trentino-Alto Adige, due in Veneto e quattro in Emilia Romagna.
I comuni capoluogo di provincia o città metropolitana in cui si è votato sono stati 25: Benevento, Bologna, Bolzano, Brindisi, Cagliari, Carbonia, Caserta, Cosenza, Crotone, Grosseto, Isernia, Latina, Milano, Napoli, Novara, Olbia, Pordenone, Ravenna, Rimini, Roma, Salerno, Savona, Torino, Trieste e Varese.
Nelle città metropolitane di Roma, Milano e Napoli i rispettivi statuti avrebbero previsto l'elezione diretta degli organi metropolitani; tuttavia, in assenza della necessaria legge elettorale, si è applicato anche ad esse il sistema ad elezione indiretta previsto per le altre città metropolitane.

## Sintesi

### Riepilogo sindaci eletti
| Regione               | Comune    | Popolazione (2011) | Sindaco uscente | Sindaco uscente           | Sindaco eletto | Sindaco eletto                          | Primo turno | Primo turno | Secondo turno | Secondo turno | Seggi   |
| Regione               | Comune    | Popolazione (2011) | Sindaco uscente | Sindaco uscente           | Sindaco eletto | Sindaco eletto                          | Voti        | %           | Voti          | %             | Seggi   |
| --------------------- | --------- | ------------------ | --------------- | ------------------------- | -------------- | --------------------------------------- | ----------- | ----------- | ------------- | ------------- | ------- |
| Piemonte              | Novara    | 104.388            |                 | Andrea Ballarè (PD)       |                | Alessandro Canelli (LN)                 | 15.258      | 32,77%      | 23 155        | 57,77%        | 20 / 32 |
| Piemonte              | Torino    | 892.649            |                 | Piero Fassino (PD)        |                | Chiara Appendino (M5S)                  | 118.273     | 30,92%      | 202.764       | 54,56%        | 24 / 40 |
| Lombardia             | Milano    | 1.343.163          |                 | Giuliano Pisapia (Ind.)   |                | Giuseppe Sala (Ind.)                    | 224.156     | 41,69%      | 264.481       | 51,70%        | 29 / 48 |
| Lombardia             | Varese    | 79.793             |                 | Attilio Fontana (LN)      |                | Davide Galimberti (PD)                  | 14.881      | 41,95%      | 16.814        | 51,84%        | 20 / 32 |
| Trentino-Alto Adige   | Bolzano   | 102.575            |                 | Michele Penta             |                | Renzo Caramaschi (PD)                   | 9.507       | 22,32%      | 17.028        | 55,27%        | 19 / 45 |
| Friuli-Venezia Giulia | Pordenone | 50.583             |                 | Claudio Pedrotti (Ind.)   |                | Alessandro Ciriani (Ind.)               | 11.381      | 45,48%      | 12.292        | 58,81%        | 24 / 37 |
| Friuli-Venezia Giulia | Trieste   | 204.590            |                 | Roberto Cosolini (PD)     |                | Roberto Dipiazza (FI)                   | 39.493      | 40,80%      | 44.845        | 52,63%        | 24 / 38 |
| Liguria               | Savona    | 60.661             |                 | Federico Berruti (PD)     |                | Ilaria Caprioglio (Ind.)                | 8.038       | 26,61%      | 12.482        | 52.85%        | 20 / 32 |
| Emilia-Romagna        | Bologna   | 386.386            |                 | Virginio Merola (PD)      |                | Virginio Merola (PD)                    | 68.772      | 39,48%      | 83.907        | 54,64%        | 22 / 36 |
| Emilia-Romagna        | Ravenna   | 153.740            |                 | Fabrizio Matteucci (PD)   |                | Michele De Pascale (PD)                 | 34.077      | 46,50%      | 34.058        | 53,32%        | 20 / 32 |
| Emilia-Romagna        | Rimini    | 147.793            |                 | Andrea Gnassi (PD)        |                | Andrea Gnassi (PD)                      | 37.391      | 56,99%      | —             | —             | 20 / 32 |
| Toscana               | Grosseto  | 78.630             |                 | Emilio Bonifazi (PD)      |                | Antonfrancesco Vivarelli Colonna (Ind.) | 16.777      | 39,50%      | 19.511        | 54,88%        | 20 / 32 |
| Lazio                 | Latina    | 117.892            |                 | Giacomo Barbato           |                | Damiano Coletta (Ind.)                  | 15.701      | 22,11%      | 46.163        | 75,05%        | 20 / 32 |
| Lazio                 | Roma      | 2.864.348          |                 | Francesco Paolo Tronca    |                | Virginia Raggi (M5S)                    | 461.190     | 35,26%      | 770.564       | 67,15%        | 29 / 48 |
| Molise                | Isernia   | 22.025             |                 | Vittorio Saladino         |                | Giacomo D'Apollonio (FdI)               | 3.350       | 25,14%      | 5.626         | 59,00%        | 20 / 32 |
| Campania              | Benevento | 63.489             |                 | Fausto Pepe (PD)          |                | Clemente Mastella (FI)                  | 13.266      | 33,66%      | 18.037        | 62,88%        | 20 / 32 |
| Campania              | Caserta   | 79.640             |                 | Maria Grazia Nicolò       |                | Carlo Marino (PD)                       | 19.590      | 45,11%      | 13.598        | 62,74%        | 20 / 32 |
| Campania              | Napoli    | 980.716            |                 | Luigi de Magistris (Ind.) |                | Luigi de Magistris (Ind.)               | 172.710     | 42,82%      | 185.907       | 66,85%        | 24 / 40 |
| Campania              | Salerno   | 140.608            |                 | Vincenzo Napoli (PD)      |                | Vincenzo Napoli (PD)                    | 53.218      | 70,49%      | —             | —             | 26 / 32 |
| Puglia                | Brindisi  | 88.355             |                 | Cesare Castelli           |                | Angela Carluccio (NC)                   | 11.872      | 24,61%      | 14.798        | 51,13%        | 20 / 32 |
| Calabria              | Cosenza   | 67.679             |                 | Angelo Carbone            |                | Mario Occhiuto (Ind.)                   | 24.332      | 58,95%      | —             | —             | 20 / 32 |
| Calabria              | Crotone   | 58.881             |                 | Peppino Vallone (PD)      |                | Ugo Pugliese (UdC)                      | 9.054       | 26,23%      | 12.860        | 59,57%        | 20 / 32 |
| Sardegna              | Cagliari  | 154.400            |                 | Massimo Zedda (SEL)       |                | Massimo Zedda (SEL)                     | 39.900      | 50,86%      | —             | —             | 21 / 34 |
| Sardegna              | Carbonia  | 28.882             |                 | Giuseppe Casti (PD)       |                | Paola Massidda (M5S)                    | 3.688       | 21,95%      | 9.219         | 61,60%        | 15 / 24 |
| Sardegna              | Olbia     | 53.307             |                 | Gianni Giovannelli (Ind.) |                | Settimo Nizzi (FI)                      | 8.330       | 27,62%      | 12.698        | 50,71%        | 17 / 28 |

### Liste
Riepilogo dei voti alle liste relativi alle elezioni nei comuni capoluogo con popolazione superiore a 15 000 abitanti in cui si è votato nella tornata del 5 giugno.
| Comune    | PD      | PD     | M5S     | M5S    | FI      | FI     | FdI     | FdI    | LN      | LN     | Totale voti validi |
| Comune    | Voti    | %      | Voti    | %      | Voti    | %      | Voti    | %      | Voti    | %      | Totale voti validi |
| --------- | ------- | ------ | ------- | ------ | ------- | ------ | ------- | ------ | ------- | ------ | ------------------ |
| Novara    | 10 242  | 23,32% | 7 067   | 16,09% | 3 156   | 7,19%  | 2 907   | 6,62%  | 7 876   | 17,93% | 43 922             |
| Torino    | 106 832 | 29,79% | 107 455 | 29,96% | 16 688  | 4,65%  | 5 249   | 1,46%  | 20 730  | 5,78%  | 358 659            |
| Milano    | 145 933 | 28,97% | 52 376  | 10,40% | 101 802 | 20,21% | 12 197  | 2,42%  | 59 313  | 11,77% | 503 721            |
| Varese    | 7 997   | 24,30% | -       | -      | 3 670   | 11,15% | 1 141   | 3,47%  | 5 346   | 16,24% | 32 911             |
| Savona    | 6 352   | 21,92% | 7 013   | 24,20% | -       | -      | -       | -      | 3 421   | 11,80% | 28 981             |
| Bologna   | 60 066  | 35,46% | 28 115  | 16,60% | 10 614  | 6,27%  | 4 073   | 2,40%  | 17 376  | 10,26% | 169 409            |
| Ravenna   | 25 031  | 35,14% | -       | -      | 3 549   | 4,98%  | 1 205   | 1,69%  | 10 566  | 14,83% | 71 228             |
| Rimini    | 20 447  | 33,46% | -       | -      | 4 613   | 7,55%  | 1 781   | 2,91%  | 7 562   | 12,37% | 61 116             |
| Grosseto  | 7 594   | 18,99% | 7 430   | 18,58% | 3 107   | 7,77%  | 3 148   | 7,87%  | 3 338   | 8,35%  | 39 994             |
| Latina    | 8 333   | 12,41% | -       | -      | 6 445   | 9,60%  | 4 033   | 6,01%  | -       | -      | 67 133             |
| Roma      | 200 790 | 17,20% | 412 285 | 35,33% | 49 369  | 4,23%  | 143 309 | 12,28% | -       | -      | 1 167 065          |
| Isernia   | 1 074   | 8,43%  | 1 013   | 7,95%  | 1 024   | 8,04%  | 358     | 2,81%  | -       | -      | 12 735             |
| Benevento | 6 532   | 16,99% | 4 803   | 12,49% | 2 226   | 5,79%  | -       | -      | -       | -      | 38 448             |
| Caserta   | 4 847   | 11,48% | -       | -      | 1 839   | 4,35%  | 1 382   | 3,27%  | -       | -      | 42 232             |
| Napoli    | 43 790  | 11,64% | 36 359  | 9,66%  | 36 145  | 9,61%  | 4 829   | 1,28%  | -       | -      | 376 263            |
| Salerno   | -       | -      | -       | -      | 3 341   | 4,60%  | 1 175   | 1,62%  | -       | -      | 72 594             |
| Brindisi  | 5 071   | 10,92% | 6 285   | 13,54% | 1 858   | 4,00%  | 784     | 1,69%  | -       | -      | 46 427             |
| Cosenza   | 2 820   | 7,00%  | 954     | 2,37%  | -       | -      | -       | -      | -       | -      | 40 294             |
| Crotone   | 3 787   | 13,22% | 3 041   | 10,61% | -       | -      | -       | -      | -       | -      | 28 651             |
| Cagliari  | 13 735  | 19,25% | 6 254   | 8,76%  | -       | -      | 2 611   | 3,66%  | -       | -      | 71 360             |
| Carbonia  | 2 952   | 18,30% | 3 009   | 18,65% | -       | -      | -       | -      | -       | -      | 16 133             |
| Olbia     | 4 332   | 15,39% | 4 602   | 16,35% | 4 829   | 17,16% | 159     | 0,57%  | -       | -      | 28 140             |
| Trieste   | 13 785  | 18,40% | 13 173  | 17,58% | 10 844  | 14,47% | 3 246   | 4,33%  | 7 339   | 9,79%  | 74 929             |
| Pordenone | 3 705   | 17,55% | 2 521   | 11,94% | 1 654   | 7,83%  | 1 536   | 7,28%  | 1 674   | 7,93%  | 21 111             |
| Totale    | 688 557 | 20,17% | 688 061 | 20,16% | 266 773 | 7,82%  | 195 123 | 5,72%  | 144 541 | 4,23%  | 3 413 456          |

## Elezioni comunali

### Piemonte

#### Torino
| Candidati                                  | Candidati                               | Voti                        | %     | Liste                            | Voti    | %     | Seggi |
| ------------------------------------------ | --------------------------------------- | --------------------------- | ----- | -------------------------------- | ------- | ----- | ----- |
|                                            | Piero Fassino Accede al ballottaggio    | 160.023                     | 41,83 | Partito Democratico              | 106.832 | 29,78 | 8     |
| Moderati                                   | Piero Fassino Accede al ballottaggio    | 160.023                     | 41,83 | 21.309                           | 5,94    | 1     |       |
| Lista Civica per Fassino                   | Piero Fassino Accede al ballottaggio    | 160.023                     | 41,83 | 14.900                           | 4,15    | 1     |       |
| Progetto Torino - Sinistra per la Città    | Piero Fassino Accede al ballottaggio    | 160.023                     | 41,83 | 7.253                            | 2,02    | -     |       |
| Seggio al candidato sindaco                | Seggio al candidato sindaco             | Seggio al candidato sindaco | 41,83 | 1                                |         |       |       |
|                                            | Chiara Appendino Accede al ballottaggio | 118.273                     | 30,92 | Movimento 5 Stelle               | 107.455 | 29,96 | 24    |
|                                            | Alberto Morano                          | 32.103                      | 8,39  | Lega Nord                        | 20.730  | 5,77  | 1     |
| Fratelli d'Italia                          | Alberto Morano                          | 32.103                      | 8,39  | 5.249                            | 1,46    | -     |       |
| Lavoriamo Insieme                          | Alberto Morano                          | 32.103                      | 8,39  | 4.986                            | 1,39    | -     |       |
| Seggio al candidato sindaco                | Seggio al candidato sindaco             | Seggio al candidato sindaco | 8,39  | 1                                |         |       |       |
|                                            | Osvaldo Napoli                          | 20.349                      | 5,31  | Forza Italia                     | 16.688  | 4,65  | -     |
| Salviamo l'Oftalmico Insieme               | Osvaldo Napoli                          | 20.349                      | 5,31  | 2.437                            | 0,67    | -     |       |
| Un Sogno per Torino                        | Osvaldo Napoli                          | 20.349                      | 5,31  | 566                              | 0,15    | -     |       |
| Seggio al candidato sindaco                | Seggio al candidato sindaco             | Seggio al candidato sindaco | 5,31  | 1                                |         |       |       |
|                                            | Roberto Rosso                           | 19.334                      | 5,05  | Roberto Rosso Sindaco            | 11.332  | 3,15  | -     |
| Unione di Centro - Area Popolare           | Roberto Rosso                           | 19.334                      | 5,05  | 5.074                            | 1,41    | -     |       |
| Unione Pensionati                          | Roberto Rosso                           | 19.334                      | 5,05  | 1.568                            | 0,43    | -     |       |
| Alleanza Democratica                       | Roberto Rosso                           | 19.334                      | 5,05  | 421                              | 0,11    | -     |       |
| Moderati in Rivoluzione                    | Roberto Rosso                           | 19.334                      | 5,05  | 352                              | 0,09    | -     |       |
| Seggio al candidato sindaco                | Seggio al candidato sindaco             | Seggio al candidato sindaco | 5,05  | 1                                |         |       |       |
|                                            | Giorgio Airaudo                         | 14.166                      | 3,70  | Torino in Comune                 | 10.083  | 2,81  | -     |
| Ambiente Torino (Possibile - Green Italia) | Giorgio Airaudo                         | 14.166                      | 3,70  | 2.264                            | 0,63    | -     |       |
| Pensionati e Invalidi - Giovani Insieme    | Giorgio Airaudo                         | 14.166                      | 3,70  | 1.088                            | 0,30    | -     |       |
| Seggio al candidato sindaco                | Seggio al candidato sindaco             | Seggio al candidato sindaco | 3,70  | 1                                |         |       |       |
|                                            | Gianluca Noccetti                       | 5.251                       | 1,37  | Lega Padana Piemont              | 2.933   | 0,81  | -     |
| Amici a 4 Zampe                            | Gianluca Noccetti                       | 5.251                       | 1,37  | 1.324                            | 0,36    | -     |       |
| Forza Toro                                 | Gianluca Noccetti                       | 5.251                       | 1,37  | 490                              | 0,13    | -     |       |
| Disoccupati Precari Esodati                | Gianluca Noccetti                       | 5.251                       | 1,37  | 362                              | 0,10    | -     |       |
| Automobilista                              | Gianluca Noccetti                       | 5.251                       | 1,37  | 98                               | 0,02    | -     |       |
|                                            | Marco Rizzo                             | 3.323                       | 0,86  | Partito Comunista                | 3.206   | 0,89  | -     |
|                                            | Marco Racca                             | 2.082                       | 0,54  | CasaPound                        | 2.084   | 0,58  | -     |
|                                            | Vitantonio Colucci                      | 2.032                       | 0,53  | Il Popolo della Famiglia         | 1.989   | 0,55  | -     |
|                                            | Mario Cornelio Levi                     | 1.337                       | 0,34  | Italia dei Valori                | 1.325   | 0,36  | -     |
|                                            | Anna Battista                           | 980                         | 0,25  | Basta!                           | 925     | 0,25  | -     |
|                                            | Pier Carlo Devoti                       | 915                         | 0,23  | La Piazza                        | 1.089   | 0,30  | -     |
|                                            | Roberto Usseglio                        | 690                         | 0,18  | Forza Nuova                      | 669     | 0,18  | -     |
|                                            | Alessio Ariotto                         | 628                         | 0,16  | Partito Comunista dei Lavoratori | 615     | 0,17  | -     |
|                                            | Lorenzo Varaldo                         | 584                         | 0,15  | Abrogazione!                     | 549     | 0,15  | -     |
|                                            | Guglielmo Del Pero                      | 433                         | 0,11  | SiAmo Torino                     | 414     | 0,11  | -     |
| Totale                                     | Totale                                  | 382.503                     | 100   |                                  | 358.805 | 100   | 40    |

Ballottaggio
| Candidati | Candidati                   | Voti    | %      |
| --------- | --------------------------- | ------- | ------ |
|           | Chiara Appendino ✔️ Sindaco | 202.764 | 54,56  |
|           | Piero Fassino               | 168.880 | 45,44  |
| Totale    | Totale                      | 371.644 | 100,00 |

#### Novara
| Candidati                               | Candidati                                 | Voti                        | %     | Liste                              | Voti   | %     | Seggi |
| --------------------------------------- | ----------------------------------------- | --------------------------- | ----- | ---------------------------------- | ------ | ----- | ----- |
|                                         | Alessandro Canelli Accede al ballottaggio | 15.258                      | 32,77 | Lega Nord                          | 7.876  | 17,93 | 11    |
| Fratelli d'Italia                       | Alessandro Canelli Accede al ballottaggio | 15.258                      | 32,77 | 2.907                              | 6,61   | 4     |       |
| Forza Novara                            | Alessandro Canelli Accede al ballottaggio | 15.258                      | 32,77 | 1.994                              | 4,53   | 3     |       |
| Con Noi per Voi                         | Alessandro Canelli Accede al ballottaggio | 15.258                      | 32,77 | 1.646                              | 3,74   | 2     |       |
|                                         | Andrea Ballarè Accede al ballottaggio     | 13.221                      | 28,40 | Partito Democratico                | 10.242 | 23,31 | 5     |
| Vivere Novara                           | Andrea Ballarè Accede al ballottaggio     | 13.221                      | 28,40 | 1.729                              | 3,93   | -     |       |
| Novara Popolare - Cittadini per Novara  | Andrea Ballarè Accede al ballottaggio     | 13.221                      | 28,40 | 380                                | 0,86   | -     |       |
| Pensionati e Invalidi - Giovani Insieme | Andrea Ballarè Accede al ballottaggio     | 13.221                      | 28,40 | 360                                | 0,81   | -     |       |
| Seggio al candidato sindaco             | Seggio al candidato sindaco               | Seggio al candidato sindaco | 28,40 | 1                                  |        |       |       |
|                                         | Cristina Macarro                          | 7.869                       | 16,90 | Movimento 5 Stelle                 | 7.067  | 16,08 | 3     |
|                                         | Daniele Andretta                          | 6.542                       | 14,05 | Forza Italia                       | 3.156  | 7,18  | 1     |
| Io Novara                               | Daniele Andretta                          | 6.542                       | 14,05 | 2.634                              | 5,99   | 1     |       |
| Democrazia Cristiana                    | Daniele Andretta                          | 6.542                       | 14,05 | 288                                | 0,65   | -     |       |
| Federazione Popolare                    | Daniele Andretta                          | 6.542                       | 14,05 | 168                                | 0,38   | -     |       |
| Rivoluzione Cristiana                   | Daniele Andretta                          | 6.542                       | 14,05 | 54                                 | 0,12   | -     |       |
| Seggio al candidato sindaco             | Seggio al candidato sindaco               | Seggio al candidato sindaco | 14,05 | 1                                  |        |       |       |
|                                         | Luigi Rodini                              | 2.207                       | 4,74  | La Città in Comune                 | 2.037  | 4,63  | -     |
|                                         | Giancarlo Paracchini                      | 977                         | 2,09  | Il Popolo della Famiglia - Civitas | 951    | 2,16  | -     |
|                                         | Romano Piantanida                         | 477                         | 1,02  | Insieme per Novara                 | 433    | 0,98  | -     |
| Totale                                  | Totale                                    | 43.922                      | 100   |                                    | 46.551 | 100   | 32    |

Ballottaggio
| Candidati | Candidati                     | Voti   | %      |
| --------- | ----------------------------- | ------ | ------ |
|           | Alessandro Canelli ✔️ Sindaco | 23.155 | 57,55  |
|           | Andrea Ballarè                | 16.929 | 42,23  |
| Totale    | Totale                        | 40.084 | 100,00 |

### Lombardia

#### Milano
| Candidati                          | Candidati                             | Voti                        | %     | Liste                                     | Voti    | %     | Seggi |
| ---------------------------------- | ------------------------------------- | --------------------------- | ----- | ----------------------------------------- | ------- | ----- | ----- |
|                                    | Giuseppe Sala Accede al ballottaggio  | 224.156                     | 41,70 | Partito Democratico                       | 145.933 | 28,97 | 22    |
| Noi, Milano                        | Giuseppe Sala Accede al ballottaggio  | 224.156                     | 41,70 | 38.674                                    | 7,68    | 5     |       |
| Sinistra per Milano                | Giuseppe Sala Accede al ballottaggio  | 224.156                     | 41,70 | 19.281                                    | 3,83    | 2     |       |
| Italia dei Valori                  | Giuseppe Sala Accede al ballottaggio  | 224.156                     | 41,70 | 3.454                                     | 0,69    | -     |       |
|                                    | Stefano Parisi Accede al ballottaggio | 219.218                     | 40,78 | Forza Italia                              | 101.802 | 20,21 | 7     |
| Lega Nord                          | Stefano Parisi Accede al ballottaggio | 219.218                     | 40,78 | 59.313                                    | 11,77   | 4     |       |
| Milano Popolare                    | Stefano Parisi Accede al ballottaggio | 219.218                     | 40,78 | 15.803                                    | 3,14    | 1     |       |
| Io Corro per Milano - Milano Unica | Stefano Parisi Accede al ballottaggio | 219.218                     | 40,78 | 15.215                                    | 3,02    | 1     |       |
| Fratelli d'Italia                  | Stefano Parisi Accede al ballottaggio | 219.218                     | 40,78 | 12.197                                    | 2,42    | -     |       |
| Partito Pensionati                 | Stefano Parisi Accede al ballottaggio | 219.218                     | 40,78 | 2.164                                     | 0,43    | -     |       |
| Seggio al candidato sindaco        | Seggio al candidato sindaco           | Seggio al candidato sindaco | 40,78 | 1                                         |         |       |       |
|                                    | Gianluca Corrado                      | 54.099                      | 10,06 | Movimento 5 Stelle                        | 52.376  | 10,40 | 5     |
|                                    | Basilio Vincenzo Rizzo                | 19.143                      | 3,56  | Milano in Comune                          | 17.635  | 3,50  | 1     |
|                                    | Marco Cappato                         | 10.104                      | 1,88  | Radicali Federalisti Laici Ecologisti (A) | 9.390   | 1,86  | -     |
|                                    | Nicolò Mardegan                       | 6.018                       | 1,12  | Noi per Milano - Il Popolo della Famiglia | 5.804   | 1,15  | -     |
|                                    | Natale Azzaretto                      | 2.220                       | 0,41  | Partito Comunista dei Lavoratori          | 2.108   | 0,42  | -     |
|                                    | Luigi Santambrogio                    | 1.483                       | 0,28  | Alternativa Municipale                    | 1.477   | 0,29  | -     |
|                                    | Maria Teresa Baldini                  | 1.143                       | 0,21  | Fuxia People                              | 1.095   | 0,22  | -     |
| Totale                             | Totale                                | 537.584                     | 100   |                                           | 503.721 | 100   | 48    |

- La lista contrassegnata con la lettera A è apparentata al secondo turno con il candidato sindaco Giuseppe Sala.

Ballottaggio
| Candidati | Candidati                | Voti    | %      |
| --------- | ------------------------ | ------- | ------ |
|           | Giuseppe Sala ✔️ Sindaco | 264.481 | 51,70  |
|           | Stefano Parisi           | 247.052 | 48,30  |
| Totale    | Totale                   | 511.533 | 100,00 |

#### Varese
| Candidati                   | Candidati                                | Voti                        | %     | Liste                         | Voti   | %     | Seggi |
| --------------------------- | ---------------------------------------- | --------------------------- | ----- | ----------------------------- | ------ | ----- | ----- |
|                             | Paolo Orrigoni Accede al ballottaggio    | 16.734                      | 47,10 | Lega Nord                     | 5.346  | 16,24 | 4     |
| Forza Italia                | Paolo Orrigoni Accede al ballottaggio    | 16.734                      | 47,10 | 3.670                         | 11,15  | 3     |       |
| Paolo Orrigoni Sindaco      | Paolo Orrigoni Accede al ballottaggio    | 16.734                      | 47,10 | 3.604                         | 10,95  | 3     |       |
| Fratelli d'Italia           | Paolo Orrigoni Accede al ballottaggio    | 16.734                      | 47,10 | 1.141                         | 3,46   | -     |       |
| Varese Popolare             | Paolo Orrigoni Accede al ballottaggio    | 16.734                      | 47,10 | 902                           | 2,74   | -     |       |
| Il Popolo della Famiglia    | Paolo Orrigoni Accede al ballottaggio    | 16.734                      | 47,10 | 634                           | 1,92   | -     |       |
| Movimento Libero            | Paolo Orrigoni Accede al ballottaggio    | 16.734                      | 47,10 | 440                           | 1,33   | -     |       |
| Seggio al candidato sindaco | Seggio al candidato sindaco              | Seggio al candidato sindaco | 47,10 | 1                             |        |       |       |
|                             | Davide Galimberti Accede al ballottaggio | 14.906                      | 41,96 | Partito Democratico           | 7.997  | 24,29 | 13    |
| Lista Davide Galimberti     | Davide Galimberti Accede al ballottaggio | 14.906                      | 41,96 | 2.774                         | 8,42   | 4     |       |
| Varese 2.0                  | Davide Galimberti Accede al ballottaggio | 14.906                      | 41,96 | 1.292                         | 3,92   | 2     |       |
| Progetto Concittadino       | Davide Galimberti Accede al ballottaggio | 14.906                      | 41,96 | 1.210                         | 3,67   | 1     |       |
| Cittadini per Varese        | Davide Galimberti Accede al ballottaggio | 14.906                      | 41,96 | 248                           | 0,75   | -     |       |
|                             | Stefano Malerba                          | 2.533                       | 7,13  | Lega Civica                   | 2.410  | 7,32  | 1     |
|                             | Flavio Pandolfo                          | 650                         | 1,82  | La Sinistra per Varese Futura | 610    | 1,85  | -     |
|                             | Andrea Badoglio                          | 476                         | 1,34  | Varese Civica                 | 430    | 1,30  | -     |
|                             | Francesco Marcello                       | 223                         | 0,62  | Fronte Nazionale per l'Italia | 203    | 0,61  | -     |
| Totale                      | Totale                                   | 35.470                      | 100   |                               | 32.744 | 100   | 32    |

Ballottaggio
| Candidati | Candidati                    | Voti   | %      |
| --------- | ---------------------------- | ------ | ------ |
|           | Davide Galimberti ✔️ Sindaco | 16.814 | 51,84  |
|           | Paolo Orrigoni               | 15.621 | 48,16  |
| Totale    | Totale                       | 32.435 | 100,00 |

### Trentino-Alto Adige/Südtirol

#### Bolzano
| Candidati                            | Candidati                               | Voti                        | %     | Liste                                        | Voti   | %     | Seggi |
| ------------------------------------ | --------------------------------------- | --------------------------- | ----- | -------------------------------------------- | ------ | ----- | ----- |
|                                      | Renzo Caramaschi Accede al ballottaggio | 9.507                       | 22,32 | Partito Democratico                          | 5.977  | 15,83 | 9     |
| Lista con Caramaschi                 | Renzo Caramaschi Accede al ballottaggio | 9.507                       | 22,32 | 1.670                                        | 4,42   | 2     |       |
| Sinistra Ecosociale                  | Renzo Caramaschi Accede al ballottaggio | 9.507                       | 22,32 | 562                                          | 1,49   | -     |       |
|                                      | Mario Tagnin Accede al ballottaggio     | 7.833                       | 18,39 | Lega Nord                                    | 3.381  | 8,96  | 5     |
| Il Centrodestra - Uniti per Bolzano  | Mario Tagnin Accede al ballottaggio     | 7.833                       | 18,39 | 2.868                                        | 7,60   | 3     |       |
| Seggio al candidato sindaco          | Seggio al candidato sindaco             | Seggio al candidato sindaco | 18,39 | 1                                            |        |       |       |
|                                      | Christoph Baur                          | 6.794                       | 15,95 | Südtiroler Volkspartei (A)                   | 6.409  | 16,98 | 8     |
|                                      | Caterina Pifano                         | 4.918                       | 11,55 | Movimento 5 Stelle                           | 4.558  | 12,07 | 6     |
|                                      | Norbert Lantschner                      | 3.414                       | 8,02  | Verdi - Projekt Bozen                        | 2.309  | 6,12  | 3     |
| Partito della Rifondazione Comunista | Norbert Lantschner                      | 3.414                       | 8,02  | 599                                          | 1,59   | -     |       |
| Seggio al candidato sindaco          | Seggio al candidato sindaco             | Seggio al candidato sindaco | 8,02  | 1                                            |        |       |       |
|                                      | Maurizio Puglisi Ghizzi                 | 2.646                       | 6,21  | CasaPound                                    | 2.529  | 6,70  | 3     |
|                                      | Giorgio Holzmann                        | 2.059                       | 4,83  | Alleanza per Bolzano (FdI-CoR-Nuovo PSI-PdF) | 1.847  | 4,96  | 2     |
|                                      | Angelo Gennaccaro                       | 1.825                       | 4,28  | Io sto con Bolzano                           | 1.707  | 4,52  | 2     |
|                                      | Anna Pitarelli                          | 976                         | 2,29  | Bolzano sull'Onda                            | 876    | 2,32  | -     |
|                                      | Elena Artioli                           | 802                         | 1,88  | Artioli Sindaca                              | 732    | 1,94  | -     |
|                                      | Vanja Zappetti                          | 686                         | 1,61  | I Love my Town                               | 645    | 1,71  | -     |
|                                      | Cristian Kollmann                       | 652                         | 1,53  | Süd-Tiroler Freiheit                         | 613    | 1,62  | -     |
|                                      | Franco Murano                           | 480                         | 1,13  | Partito Pensionati                           | 441    | 1,17  | -     |
| Totale                               | Totale                                  | 42.595                      | 100   |                                              | 37.723 | 100   | 45    |

- La lista contrassegnata con la lettera A è apparentata al secondo turno con il candidato sindaco Renzo Caramaschi.

Ballottaggio
| Candidati | Candidati                   | Voti   | %      |
| --------- | --------------------------- | ------ | ------ |
|           | Renzo Caramaschi ✔️ Sindaco | 17.045 | 55,27  |
|           | Mario Tagnin                | 13.792 | 44,73  |
| Totale    | Totale                      | 30.837 | 100,00 |

### Friuli-Venezia Giulia

#### Pordenone
| Candidati                   | Candidati                                 | Voti                        | %     | Liste                 | Voti   | %     | Seggi |
| --------------------------- | ----------------------------------------- | --------------------------- | ----- | --------------------- | ------ | ----- | ----- |
|                             | Alessandro Ciriani Accede al ballottaggio | 11.381                      | 45,48 | Pordenone Cambia      | 3.615  | 17,11 | 10    |
| Lega Nord                   | Alessandro Ciriani Accede al ballottaggio | 11.381                      | 45,48 | 1.674                 | 7,92   | 4     |       |
| Forza Italia                | Alessandro Ciriani Accede al ballottaggio | 11.381                      | 45,48 | 1.654                 | 7,83   | 4     |       |
| Fratelli d'Italia           | Alessandro Ciriani Accede al ballottaggio | 11.381                      | 45,48 | 1.544                 | 7,31   | 4     |       |
| Autonomia Responsabile      | Alessandro Ciriani Accede al ballottaggio | 11.381                      | 45,48 | 930                   | 4,40   | 2     |       |
|                             | Daniela Giust Accede al ballottaggio      | 8.317                       | 33,23 | Partito Democratico   | 3.708  | 17,55 | 5     |
| Pordenone 1291              | Daniela Giust Accede al ballottaggio      | 8.317                       | 33,23 | 1.546                 | 7,32   | 2     |       |
| Il Fiume                    | Daniela Giust Accede al ballottaggio      | 8.317                       | 33,23 | 1.338                 | 6,33   | 2     |       |
| Cittadini per Daniela Giust | Daniela Giust Accede al ballottaggio      | 8.317                       | 33,23 | 734                   | 3,47   | 1     |       |
| Seggio al candidato sindaco | Seggio al candidato sindaco               | Seggio al candidato sindaco | 33,23 | 1                     |        |       |       |
|                             | Samuele Stefanoni                         | 3.112                       | 12,44 | Movimento 5 Stelle    | 2.521  | 11,93 | 4     |
|                             | Francesco Giannelli                       | 896                         | 3,58  | Pordenone Popolare    | 767    | 3,63  | 1     |
|                             | Renzo Muzzin                              | 498                         | 1,99  | Salviamo Pordenone    | 248    | 1,17  | -     |
| Nuova Pordenone             | Renzo Muzzin                              | 498                         | 1,99  | 201                   | 0,95   | -     |       |
|                             | Andrea Cancian                            | 452                         | 1,81  | Insieme per Pordenone | 320    | 1,51  | -     |
|                             | Sonia D'Aniello                           | 370                         | 1,48  | Pordenone in Comune   | 324    | 1,53  | -     |
| Totale                      | Totale                                    | 25.025                      | 100   |                       | 21.111 | 100   | 40    |

Ballottaggio
| Candidati | Candidati                     | Voti   | %      |
| --------- | ----------------------------- | ------ | ------ |
|           | Alessandro Ciriani ✔️ Sindaco | 12.292 | 58,81  |
|           | Daniela Giust                 | 8.609  | 41,19  |
| Totale    | Totale                        | 20.901 | 100,00 |

Fonti: Candidati - Liste - Ballottaggio - Seggi

#### Trieste
| Candidati                                 | Candidati                               | Voti                        | %     | Liste                                                      | Voti   | %     | Seggi |
| ----------------------------------------- | --------------------------------------- | --------------------------- | ----- | ---------------------------------------------------------- | ------ | ----- | ----- |
|                                           | Roberto Dipiazza Accede al ballottaggio | 39.493                      | 40,80 | Forza Italia                                               | 10.844 | 14,47 | 9     |
| Dipiazza per Trieste                      | Roberto Dipiazza Accede al ballottaggio | 39.493                      | 40,80 | 8.671                                                      | 11,57  | 7     |       |
| Lega Nord                                 | Roberto Dipiazza Accede al ballottaggio | 39.493                      | 40,80 | 7.339                                                      | 9,79   | 6     |       |
| Fratelli d'Italia                         | Roberto Dipiazza Accede al ballottaggio | 39.493                      | 40,80 | 3.246                                                      | 4,33   | 2     |       |
| Stop Prima Trieste                        | Roberto Dipiazza Accede al ballottaggio | 39.493                      | 40,80 | 490                                                        | 0,65   | -     |       |
| Partito Pensionati - Giovani e Lavoratori | Roberto Dipiazza Accede al ballottaggio | 39.493                      | 40,80 | 249                                                        | 0,33   | -     |       |
|                                           | Roberto Cosolini Accede al ballottaggio | 28.275                      | 29,21 | Partito Democratico                                        | 13.785 | 18,40 | 7     |
| Insieme per Trieste                       | Roberto Cosolini Accede al ballottaggio | 28.275                      | 29,21 | 2.176                                                      | 4,23   | 1     |       |
| Verdi - Partito Socialista Italiano       | Roberto Cosolini Accede al ballottaggio | 28.275                      | 29,21 | 2.305                                                      | 3,08   | 1     |       |
| Sinistra Ecologia Libertà                 | Roberto Cosolini Accede al ballottaggio | 28.275                      | 29,21 | 1.804                                                      | 2,41   | -     |       |
| Trieste Città Solidale                    | Roberto Cosolini Accede al ballottaggio | 28.275                      | 29,21 | 782                                                        | 1,04   | -     |       |
| Seggio al candidato sindaco               | Seggio al candidato sindaco             | Seggio al candidato sindaco | 29,21 | 1                                                          |        |       |       |
|                                           | Paolo Menis                             | 18.541                      | 19,16 | Movimento 5 Stelle                                         | 13.173 | 17,58 | 6     |
|                                           | Alessia Rosolen                         | 2.595                       | 2,68  | Un'Altra Trieste Popolare                                  | 2.124  | 2,83  | -     |
|                                           | Giorgio Marchesich                      | 1.717                       | 1,77  | Fronte per l'Indipendenza del Territorio Libero di Trieste | 1.457  | 1,94  | -     |
|                                           | Iztok Furlanič                          | 1.489                       | 1,54  | Sinistra Unita - Združena Levica                           | 1.347  | 1,80  | -     |
|                                           | Fabio Carini                            | 1.132                       | 1,17  | Startup Trieste                                            | 930    | 1,24  | -     |
|                                           | Nicola Sponza                           | 1.117                       | 1,15  | Uniti per Trieste                                          | 1.022  | 1,36  | -     |
|                                           | Maurizio Fogar                          | 1.090                       | 1,13  | No Ferriera, Sì Trieste                                    | 1.009  | 1,35  | -     |
|                                           | Marino Sossi                            | 840                         | 0,87  | Sinistra per Trieste                                       | 759    | 1,01  | -     |
|                                           | Vito Potenza                            | 496                         | 0,51  | Lista Vito Potenza                                         | 426    | 0,57  | -     |
| Totale                                    | Totale                                  | 96.785                      | 100   |                                                            | 74.929 | 100   | 40    |

Ballottaggio
| Candidati | Candidati                   | Voti   | %      |
| --------- | --------------------------- | ------ | ------ |
|           | Roberto Dipiazza ✔️ Sindaco | 44.845 | 52,63  |
|           | Roberto Cosolini            | 40.361 | 47,37  |
| Totale    | Totale                      | 85.206 | 100,00 |

Fonti: Candidati - Liste - Ballottaggio - Seggi

### Liguria

#### Savona
| Candidati                    | Candidati                                 | Voti                        | %     | Liste                            | Voti   | %     | Seggi |
| ---------------------------- | ----------------------------------------- | --------------------------- | ----- | -------------------------------- | ------ | ----- | ----- |
|                              | Cristina Battaglia Accede al ballottaggio | 9.601                       | 31,78 | Partito Democratico              | 6.532  | 21,91 | 4     |
| Battaglia Sindaco per Savona | Cristina Battaglia Accede al ballottaggio | 9.601                       | 31,78 | 1.603                            | 5,53   | 1     |       |
| Savona Arancione             | Cristina Battaglia Accede al ballottaggio | 9.601                       | 31,78 | 716                              | 2,47   | -     |       |
| Anima Savona                 | Cristina Battaglia Accede al ballottaggio | 9.601                       | 31,78 | 552                              | 1,90   | -     |       |
| Unione di Centro             | Cristina Battaglia Accede al ballottaggio | 9.601                       | 31,78 | 413                              | 1,42   | -     |       |
| Seggio al candidato sindaco  | Seggio al candidato sindaco               | Seggio al candidato sindaco | 31,78 | 1                                |        |       |       |
|                              | Ilaria Caprioglio Accede al ballottaggio  | 8.038                       | 26,61 | Lega Nord                        | 3.421  | 11,80 | 9     |
| Vince Savona                 | Ilaria Caprioglio Accede al ballottaggio  | 8.038                       | 26,61 | 2.765                            | 9,54   | 7     |       |
| Caprioglio Sindaco           | Ilaria Caprioglio Accede al ballottaggio  | 8.038                       | 26,61 | 1.513                            | 5,22   | 4     |       |
|                              | Salvatore Diaspro                         | 7.583                       | 25,10 | Movimento 5 Stelle               | 7.013  | 24,19 | 4     |
|                              | Daniela Pongiglione                       | 2.558                       | 8,46  | Noi per Savona                   | 1.454  | 5,01  | -     |
| Savona Bella                 | Daniela Pongiglione                       | 2.558                       | 8,46  | 787                              | 2,71   | -     |       |
| Seggio al candidato sindaco  | Seggio al candidato sindaco               | Seggio al candidato sindaco | 8,46  | 1                                |        |       |       |
|                              | Marco Ravera                              | 1.443                       | 4,77  | #Rete a Sinistra                 | 1.441  | 4,97  | 1     |
|                              | Carlo Frumento                            | 613                         | 2,02  | Siamo Italiani di Savona         | 620    | 2,13  | -     |
|                              | Giorgio Barisone                          | 368                         | 1,21  | Partito Comunista dei Lavoratori | 331    | 1,14  | -     |
| Totale                       | Totale                                    | 30.204                      | 100   |                                  | 28.981 | 100   | 32    |

Ballottaggio
| Candidati | Candidati                    | Voti   | %      |
| --------- | ---------------------------- | ------ | ------ |
|           | Ilaria Caprioglio ✔️ Sindaco | 12.482 | 52,85  |
|           | Cristina Battaglia           | 11.138 | 47,15  |
| Totale    | Totale                       | 23.620 | 100,00 |

### Emilia-Romagna

#### Bologna
| Candidati                       | Candidati                               | Voti                        | %     | Liste                            | Voti    | %     | Seggi |
| ------------------------------- | --------------------------------------- | --------------------------- | ----- | -------------------------------- | ------- | ----- | ----- |
|                                 | Virginio Merola Accede al ballottaggio  | 68.772                      | 39,48 | Partito Democratico              | 60.066  | 35,46 | 21    |
| Città Comune con Amelia         | Virginio Merola Accede al ballottaggio  | 68.772                      | 39,48 | 4.917                            | 2,90    | 1     |       |
| Bologna Viva                    | Virginio Merola Accede al ballottaggio  | 68.772                      | 39,48 | 1.416                            | 0,84    | -     |       |
| Cittadini per Bologna           | Virginio Merola Accede al ballottaggio  | 68.772                      | 39,48 | 1.325                            | 0,78    | -     |       |
| Bologna Metropolitana fa Centro | Virginio Merola Accede al ballottaggio  | 68.772                      | 39,48 | 487                              | 0,29    | -     |       |
|                                 | Lucia Borgonzoni Accede al ballottaggio | 38.807                      | 22,28 | Lega Nord                        | 17.376  | 10,26 | 3     |
| Forza Italia                    | Lucia Borgonzoni Accede al ballottaggio | 38.807                      | 22,28 | 10.614                           | 6,27    | 2     |       |
| Uniti si Vince                  | Lucia Borgonzoni Accede al ballottaggio | 38.807                      | 22,28 | 4.176                            | 2,47    | -     |       |
| Fratelli d'Italia               | Lucia Borgonzoni Accede al ballottaggio | 38.807                      | 22,28 | 4.073                            | 2,40    | -     |       |
| Riprendiamoci Bologna           | Lucia Borgonzoni Accede al ballottaggio | 38.807                      | 22,28 | 1.025                            | 0,61    | -     |       |
| Seggio al candidato sindaco     | Seggio al candidato sindaco             | Seggio al candidato sindaco | 22,28 | 1                                |         |       |       |
|                                 | Massimo Bugani                          | 28.889                      | 16,59 | Movimento 5 Stelle               | 28.115  | 16,60 | 4     |
|                                 | Manes Bernardini                        | 18.188                      | 10,44 | Insieme Bologna                  | 16.844  | 9,94  | 2     |
|                                 | Federico Martelloni                     | 12.188                      | 7,00  | Coalizione Civica                | 12.017  | 7,09  | 2     |
|                                 | Matteo Badiali                          | 2.645                       | 1,52  | Federazione dei Verdi (A)        | 2.574   | 1,52  | -     |
|                                 | Ermanno Lorenzoni                       | 2.178                       | 1,25  | Partito Comunista dei Lavoratori | 1.869   | 1,10  | -     |
|                                 | Mirko De Carli                          | 2.074                       | 1,19  | Il Popolo della Famiglia         | 2.087   | 1,23  | -     |
|                                 | Sergio Celloni                          | 446                         | 0,26  | Giustizia Onore Libertà          | 428     | 0,25  | -     |
| Totale                          | Totale                                  | 174.187                     | 100   |                                  | 169.409 | 100   | 36    |

- La lista contrassegnata con la lettera A è apparentata al secondo turno con il candidato sindaco Virginio Merola.

Ballottaggio
| Candidati | Candidati                  | Voti    | %      |
| --------- | -------------------------- | ------- | ------ |
|           | Virginio Merola ✔️ Sindaco | 83.907  | 54,64  |
|           | Lucia Borgonzoni           | 69.660  | 45,36  |
| Totale    | Totale                     | 153.567 | 100,00 |

#### Ravenna
| Candidati                     | Candidati                                      | Voti                        | %     | Liste                     | Voti   | %     | Seggi |
| ----------------------------- | ---------------------------------------------- | --------------------------- | ----- | ------------------------- | ------ | ----- | ----- |
|                               | Michele De Pascale Accede al ballottaggio      | 34.077                      | 46,50 | Partito Democratico       | 25.031 | 35,14 | 16    |
| Partito Repubblicano Italiano | Michele De Pascale Accede al ballottaggio      | 34.077                      | 46,50 | 3.154                     | 4,42   | 2     |       |
| Sinistra per Ravenna          | Michele De Pascale Accede al ballottaggio      | 34.077                      | 46,50 | 1.750                     | 2,45   | 1     |       |
| Ama Ravenna                   | Michele De Pascale Accede al ballottaggio      | 34.077                      | 46,50 | 1.579                     | 2,21   | 1     |       |
| Insieme X Cambiare            | Michele De Pascale Accede al ballottaggio      | 34.077                      | 46,50 | 1.404                     | 1,97   | -     |       |
| Ravviva Ravenna               | Michele De Pascale Accede al ballottaggio      | 34.077                      | 46,50 | 1.054                     | 1,47   | -     |       |
| Italia dei Valori             | Michele De Pascale Accede al ballottaggio      | 34.077                      | 46,50 | 221                       | 0,31   | -     |       |
|                               | Massimiliano Alberghini Accede al ballottaggio | 20.500                      | 27,97 | Lega Nord                 | 10.556 | 14,83 | 4     |
| Forza Italia                  | Massimiliano Alberghini Accede al ballottaggio | 20.500                      | 27,97 | 3.549                     | 4,98   | 1     |       |
| Lista per Ravenna             | Massimiliano Alberghini Accede al ballottaggio | 20.500                      | 27,97 | 4.526                     | 6,35   | 1     |       |
| Fratelli d'Italia             | Massimiliano Alberghini Accede al ballottaggio | 20.500                      | 27,97 | 1.205                     | 1,69   | -     |       |
| Seggio al candidato sindaco   | Seggio al candidato sindaco                    | Seggio al candidato sindaco | 27,97 | 1                         |        |       |       |
|                               | Michela Guerra                                 | 9.870                       | 13,46 | Movimento Civico Cambierà | 9.077  | 12,74 | 3     |
|                               | Raffaella Sutter                               | 4.737                       | 6,46  | Ravenna in Comune         | 4.038  | 6,04  | 1     |
|                               | Maurizio Bucci                                 | 4.099                       | 5,59  | La Pigna                  | 3.804  | 5,34  | 1     |
| Totale                        | Totale                                         | 73.283                      | 100   |                           | 71.228 | 100   | 32    |

Ballottaggio
| Candidati | Candidati                     | Voti   | %      |
| --------- | ----------------------------- | ------ | ------ |
|           | Michele De Pascale ✔️ Sindaco | 34.058 | 53,32  |
|           | Massimiliano Alberghini       | 29.813 | 46,68  |
| Totale    | Totale                        | 63.871 | 100,00 |

#### Rimini
| Candidati                              | Candidati                   | Voti                        | %     | Liste                                 | Voti   | %     | Seggi |
| -------------------------------------- | --------------------------- | --------------------------- | ----- | ------------------------------------- | ------ | ----- | ----- |
|                                        | Andrea Gnassi ✔️ Sindaco    | 37.391                      | 56,99 | Partito Democratico                   | 20.447 | 33,45 | 13    |
| Patto Civico con Gnassi                | Andrea Gnassi ✔️ Sindaco    | 37.391                      | 56,99 | 8.458                                 | 13,83  | 5     |       |
| Rimini Attiva                          | Andrea Gnassi ✔️ Sindaco    | 37.391                      | 56,99 | 2.180                                 | 3,56   | 1     |       |
| Futura con Gnassi                      | Andrea Gnassi ✔️ Sindaco    | 37.391                      | 56,99 | 1.505                                 | 2,46   | 1     |       |
| Sinistra X Rimini                      | Andrea Gnassi ✔️ Sindaco    | 37.391                      | 56,99 | 838                                   | 1,37   | -     |       |
| Italia dei Valori - Centro Democratico | Andrea Gnassi ✔️ Sindaco    | 37.391                      | 56,99 | 762                                   | 1,24   | -     |       |
|                                        | Marzio Pecci                | 16.380                      | 24,96 | Lega Nord                             | 7.562  | 12,37 | 4     |
| Forza Italia                           | Marzio Pecci                | 16.380                      | 24,96 | 4.613                                 | 7,54   | 2     |       |
| Uniti si Vince                         | Marzio Pecci                | 16.380                      | 24,96 | 2.167                                 | 3,54   | 1     |       |
| Fratelli d'Italia                      | Marzio Pecci                | 16.380                      | 24,96 | 1.781                                 | 2,91   | 1     |       |
| Seggio al candidato sindaco            | Seggio al candidato sindaco | Seggio al candidato sindaco | 24,96 | 1                                     |        |       |       |
|                                        | Luigi Camporesi             | 6.256                       | 9,53  | Obiettivo Civico - Vincere per Rimini | 3.035  | 4,96  | 2     |
| Fare! - Liste civiche                  | Luigi Camporesi             | 6.256                       | 9,53  | 1.305                                 | 2,13   | -     |       |
| Movimento Libero Rimini                | Luigi Camporesi             | 6.256                       | 9,53  | 1.171                                 | 1,91   | -     |       |
| Seggio al candidato sindaco            | Seggio al candidato sindaco | Seggio al candidato sindaco | 9,53  | 1                                     |        |       |       |
|                                        | Sara Visintin               | 1.436                       | 2,18  | Rimini in Comune                      | 1.350  | 2,20  | -     |
|                                        | Mara Marani                 | 1.423                       | 2,16  | Rimini People                         | 1.402  | 2,29  | -     |
|                                        | Addolorata di Campi         | 1.044                       | 1,59  | Il Popolo della Famiglia              | 970    | 1,58  | -     |
|                                        | Mirco Ottaviani             | 910                         | 1,38  | Forza Nuova                           | 855    | 1,39  | -     |
|                                        | Marina Mascioni             | 763                         | 1,16  | Fronte Nazionale per l'Italia         | 715    | 1,16  | -     |
| Totale                                 | Totale                      | 65.603                      | 100   |                                       | 61.116 | 100   | 32    |

### Toscana

#### Grosseto
| Candidati                             | Candidati                                               | Voti                        | %     | Liste                                  | Voti   | %     | Seggi |
| ------------------------------------- | ------------------------------------------------------- | --------------------------- | ----- | -------------------------------------- | ------ | ----- | ----- |
|                                       | Antonfrancesco Vivarelli Colonna Accede al ballottaggio | 16.777                      | 39,50 | Vivarelli Colonna Sindaco per Grosseto | 4.015  | 10,03 | 6     |
| Lega Nord                             | Antonfrancesco Vivarelli Colonna Accede al ballottaggio | 16.777                      | 39,50 | 3.338                                  | 8,34   | 5     |       |
| Fratelli d'Italia                     | Antonfrancesco Vivarelli Colonna Accede al ballottaggio | 16.777                      | 39,50 | 3.148                                  | 7,87   | 4     |       |
| Forza Italia                          | Antonfrancesco Vivarelli Colonna Accede al ballottaggio | 16.777                      | 39,50 | 3.107                                  | 7,76   | 4     |       |
| Maremma Migliore                      | Antonfrancesco Vivarelli Colonna Accede al ballottaggio | 16.777                      | 39,50 | 1.003                                  | 2,50   | 1     |       |
| Unione di Centro                      | Antonfrancesco Vivarelli Colonna Accede al ballottaggio | 16.777                      | 39,50 | 496                                    | 1,24   | -     |       |
| Movimento Autonomista Toscano         | Antonfrancesco Vivarelli Colonna Accede al ballottaggio | 16.777                      | 39,50 | 450                                    | 1,12   | -     |       |
| Prima Grosseto - Italia Patria Nostra | Antonfrancesco Vivarelli Colonna Accede al ballottaggio | 16.777                      | 39,50 | 185                                    | 0,46   | -     |       |
|                                       | Lorenzo Mascagni Accede al ballottaggio                 | 14.659                      | 34,52 | Partito Democratico                    | 7.594  | 18,98 | 4     |
| Lorenzo Mascagni Sindaco              | Lorenzo Mascagni Accede al ballottaggio                 | 14.659                      | 34,52 | 3.806                                  | 9,51   | 2     |       |
| Passione per Grosseto                 | Lorenzo Mascagni Accede al ballottaggio                 | 14.659                      | 34,52 | 1.590                                  | 3,97   | 1     |       |
| Riformisti per Grosseto - PSI         | Lorenzo Mascagni Accede al ballottaggio                 | 14.659                      | 34,52 | 1.447                                  | 3,61   | -     |       |
| Seggio al candidato sindaco           | Seggio al candidato sindaco                             | Seggio al candidato sindaco | 34,52 | 1                                      |        |       |       |
|                                       | Giacomo Gori                                            | 8.386                       | 19,74 | Movimento 5 Stelle                     | 7.430  | 18,57 | 4     |
|                                       | Massimo Ceciarini                                       | 1.116                       | 2,62  | Insieme, a Sinistra                    | 1.072  | 2,68  | -     |
|                                       | Marco Barzanti                                          | 546                         | 1,28  | Partito Comunista d'Italia             | 469    | 1,17  | -     |
|                                       | Massimo Felicioni                                       | 525                         | 1,23  | Grosseto Oggi per Domani               | 501    | 1,25  | -     |
|                                       | Carlo Vivarelli                                         | 258                         | 0,67  | Movimento Toscana Stato                | 190    | 0,47  | -     |
|                                       | Federico Trotta                                         | 171                         | 0,40  | Forza Nuova                            | 153    | 0,38  | -     |
| Totale                                | Totale                                                  | 42.464                      | 100   |                                        | 40.007 | 100   | 32    |

Ballottaggio
| Candidati | Candidati                                   | Voti   | %      |
| --------- | ------------------------------------------- | ------ | ------ |
|           | Antonfrancesco Vivarelli Colonna ✔️ Sindaco | 19.511 | 54,88  |
|           | Lorenzo Mascagni                            | 16.043 | 45,12  |
| Totale    | Totale                                      | 35.554 | 100,00 |

### Lazio

#### Roma
| Candidati                                   | Candidati                                | Voti                        | %     | Liste                               | Voti      | %     | Seggi |
| ------------------------------------------- | ---------------------------------------- | --------------------------- | ----- | ----------------------------------- | --------- | ----- | ----- |
|                                             | Virginia Raggi Accede al ballottaggio    | 461.190                     | 35,26 | Movimento 5 Stelle                  | 420.435   | 35,33 | 29    |
|                                             | Roberto Giachetti Accede al ballottaggio | 325.835                     | 24,91 | Partito Democratico                 | 204.637   | 17,19 | 6     |
| Roma torna Roma                             | Roberto Giachetti Accede al ballottaggio | 325.835                     | 24,91 | 49.457                              | 4,16      | 1     |       |
| Più Roma - Democratici e Popolari           | Roberto Giachetti Accede al ballottaggio | 325.835                     | 24,91 | 17.378                              | 1,46      | -     |       |
| Radicali Federalisti Laici Ecologisti       | Roberto Giachetti Accede al ballottaggio | 325.835                     | 24,91 | 14.165                              | 1,19      | -     |       |
| Una Rosa per Roma - Laici Civici Socialisti | Roberto Giachetti Accede al ballottaggio | 325.835                     | 24,91 | 7.716                               | 0,65      | -     |       |
| Federazione dei Verdi                       | Roberto Giachetti Accede al ballottaggio | 325.835                     | 24,91 | 5.827                               | 0,49      | -     |       |
| Italia dei Valori                           | Roberto Giachetti Accede al ballottaggio | 325.835                     | 24,91 | 3.085                               | 0,26      | -     |       |
| Seggio al candidato sindaco                 | Seggio al candidato sindaco              | Seggio al candidato sindaco | 24,91 | 1                                   |           |       |       |
|                                             | Giorgia Meloni                           | 269.760                     | 20,62 | Fratelli d'Italia                   | 146.054   | 12,27 | 4     |
| Con Giorgia Meloni Sindaco                  | Giorgia Meloni                           | 269.760                     | 20,62 | 40.441                              | 3,40      | 1     |       |
| Lega - Noi con Salvini                      | Giorgia Meloni                           | 269.760                     | 20,62 | 32.175                              | 2,70      | -     |       |
| Partito Liberale Italiano                   | Giorgia Meloni                           | 269.760                     | 20,62 | 10.749                              | 0,90      | -     |       |
| Federazione Popolare per la Libertà         | Giorgia Meloni                           | 269.760                     | 20,62 | 4.146                               | 0,35      | -     |       |
| Seggio al candidato sindaco                 | Seggio al candidato sindaco              | Seggio al candidato sindaco | 20,62 | 1                                   |           |       |       |
|                                             | Alfio Marchini                           | 143.829                     | 11,00 | Alfio Marchini Sindaco              | 56.686    | 4,76  | 2     |
| Forza Italia                                | Alfio Marchini                           | 143.829                     | 11,00 | 50.842                              | 4,27      | 1     |       |
| Roma Popolare                               | Alfio Marchini                           | 143.829                     | 11,00 | 15.453                              | 1,30      | -     |       |
| Lista Storace                               | Alfio Marchini                           | 143.829                     | 11,00 | 7.391                               | 0,62      | -     |       |
| Rivoluzione Cristiana                       | Alfio Marchini                           | 143.829                     | 11,00 | 1.747                               | 0,15      | -     |       |
| Rete Liberale                               | Alfio Marchini                           | 143.829                     | 11,00 | 1.225                               | 0,10      | -     |       |
| Movimento Cantiere Italia                   | Alfio Marchini                           | 143.829                     | 11,00 | 1.124                               | 0,09      | -     |       |
| Seggio al candidato sindaco                 | Seggio al candidato sindaco              | Seggio al candidato sindaco | 11,00 | 1                                   |           |       |       |
|                                             | Stefano Fassina                          | 58.498                      | 4,47  | Sinistra X Roma                     | 46.774    | 3,93  | -     |
| Civica per Fassina Sindaco                  | Stefano Fassina                          | 58.498                      | 4,47  | 6.006                               | 0,50      | -     |       |
| Seggio al candidato sindaco                 | Seggio al candidato sindaco              | Seggio al candidato sindaco | 4,47  | 1                                   |           |       |       |
|                                             | Simone Di Stefano                        | 14.865                      | 1,14  | CasaPound                           | 14.118    | 1,19  | -     |
|                                             | Alessandro Mustillo                      | 10.371                      | 0,79  | Partito Comunista                   | 9.917     | 0,83  | -     |
|                                             | Dario Di Francesco                       | 8.021                       | 0,61  | Lista del Grillo Parlante - No Euro | 4.722     | 0,40  | -     |
| Unione Pensionati                           | Dario Di Francesco                       | 8.021                       | 0,61  | 1.131                               | 0,10      | -     |       |
| Movimento Per Roma                          | Dario Di Francesco                       | 8.021                       | 0,61  | 1.032                               | 0,09      | -     |       |
| Lega Centro                                 | Dario Di Francesco                       | 8.021                       | 0,61  | 719                                 | 0,06      | -     |       |
| Con Gioia! Viva l'Italia                    | Dario Di Francesco                       | 8.021                       | 0,61  | 281                                 | 0,02      | -     |       |
|                                             | Mario Adinolfi                           | 7.792                       | 0,61  | Il Popolo della Famiglia            | 7.480     | 0,63  | -     |
|                                             | Carlo Rienzi                             | 2.760                       | 0,21  | Codacons X Roma                     | 2.578     | 0,22  | -     |
|                                             | Alfredo Iorio                            | 2.641                       | 0,20  | Patria                              | 2.576     | 0,22  | -     |
|                                             | Fabrizio Verduchi                        | 1.310                       | 0,10  | Italia Cristiana                    | 1.185     | 0,10  | -     |
|                                             | Michel Emi Maritato                      | 873                         | 0,07  | Assotutela                          | 878       | 0,07  | -     |
| Totale                                      | Totale                                   | 1.307.945                   | 100   |                                     | 1.190.130 | 100   | 48    |

Ballottaggio
| Candidati | Candidati                 | Voti      | %      |
| --------- | ------------------------- | --------- | ------ |
|           | Virginia Raggi ✔️ Sindaco | 770.564   | 67,15  |
|           | Roberto Giachetti         | 376.935   | 32,85  |
| Totale    | Totale                    | 1.147.499 | 100,00 |

#### Latina
| Candidati                             | Candidati                                | Voti                        | %     | Liste                          | Voti   | %     | Seggi |
| ------------------------------------- | ---------------------------------------- | --------------------------- | ----- | ------------------------------ | ------ | ----- | ----- |
|                                       | Nicola Calandrini Accede al ballottaggio | 15.746                      | 22,17 | Nicola Calandrini Sindaco      | 4.609  | 6,86  | 1     |
| CuorItaliani                          | Nicola Calandrini Accede al ballottaggio | 15.746                      | 22,17 | 4.455                          | 6,63   | 1     |       |
| Fratelli d'Italia                     | Nicola Calandrini Accede al ballottaggio | 15.746                      | 22,17 | 4.033                          | 6,00   | 1     |       |
| Noi con Salvini                       | Nicola Calandrini Accede al ballottaggio | 15.746                      | 22,17 | 2.738                          | 4,07   | 1     |       |
| Latina Scalo Protagonista             | Nicola Calandrini Accede al ballottaggio | 15.746                      | 22,17 | 1.137                          | 1,69   | -     |       |
| Seggio al candidato sindaco           | Seggio al candidato sindaco              | Seggio al candidato sindaco | 22,17 | 1                              |        |       |       |
|                                       | Damiano Coletta Accede al ballottaggio   | 15.701                      | 22,11 | Latina Bene Comune             | 5.414  | 8,06  | 9     |
| Latina Rinasce                        | Damiano Coletta Accede al ballottaggio   | 15.701                      | 22,11 | 3.518                          | 5,24   | 6     |       |
| LBC Giovani                           | Damiano Coletta Accede al ballottaggio   | 15.701                      | 22,11 | 2.709                          | 4,03   | 5     |       |
|                                       | Enrico Maria Forte                       | 14.966                      | 21,07 | Partito Democratico            | 8.333  | 12,41 | 2     |
| Lista Enrico Forte Sindaco            | Enrico Maria Forte                       | 14.966                      | 21,07 | 5.154                          | 7,67   | 1     |       |
| Città Forte                           | Enrico Maria Forte                       | 14.966                      | 21,07 | 1.772                          | 2,63   | -     |       |
| Seggio al candidato sindaco           | Seggio al candidato sindaco              | Seggio al candidato sindaco | 21,07 | 1                              |        |       |       |
|                                       | Alessandro Calvi                         | 10.125                      | 14,25 | Forza Italia                   | 6.445  | 9,60  | 2     |
| Lista Calvi Sindaco                   | Alessandro Calvi                         | 10.125                      | 14,25 | 3.128                          | 4,65   | 1     |       |
| Democrazia Cristiana - Nuova Bonifica | Alessandro Calvi                         | 10.125                      | 14,25 | 685                            | 1,02   | -     |       |
| Popolari per l'Italia                 | Alessandro Calvi                         | 10.125                      | 14,25 | 316                            | 0,47   | -     |       |
| Seggio al candidato sindaco           | Seggio al candidato sindaco              | Seggio al candidato sindaco | 14,25 | 1                              |        |       |       |
|                                       | Marilena Sovrani                         | 3.334                       | 4,69  | Lista Marilena Sovrani Sindaco | 1.932  | 2,87  | -     |
| Latina Popolare                       | Marilena Sovrani                         | 3.334                       | 4,69  | 920                            | 1,37   | -     |       |
|                                       | Orlando Tripodi                          | 3.307                       | 4,65  | La Destra                      | 812    | 1,20  | -     |
| Latina 2032                           | Orlando Tripodi                          | 3.307                       | 4,65  | 247                            | 0,96   | -     |       |
| Insieme per Latina                    | Orlando Tripodi                          | 3.307                       | 4,65  | 559                            | 0,83   | -     |       |
| La Famiglia Cristiana                 | Orlando Tripodi                          | 3.307                       | 4,65  | 351                            | 0,52   | -     |       |
| Forza Nuova                           | Orlando Tripodi                          | 3.307                       | 4,65  | 341                            | 0,50   | -     |       |
| Forza di Centro                       | Orlando Tripodi                          | 3.307                       | 4,65  | 232                            | 0,34   | -     |       |
|                                       | Gianni Chiarato                          | 3.277                       | 4,61  | Latina Città del Sole          | 2.064  | 3,07  | -     |
| Fare!                                 | Gianni Chiarato                          | 3.277                       | 4,61  | 834                            | 1,24   | -     |       |
|                                       | Marco Savastano                          | 2.170                       | 3,05  | CasaPound                      | 1.272  | 1,89  | -     |
| Marco Savastano Sindaco               | Marco Savastano                          | 2.170                       | 3,05  | 581                            | 0,86   | -     |       |
|                                       | Davide Lemma                             | 1.338                       | 1,88  | La Tua Voce per Latina         | 1.244  | 1,85  | -     |
|                                       | Danilo Calvani                           | 577                         | 0,81  | 9 Dicembre Forconi             | 509    | 0,75  | -     |
|                                       | Salvatore De Monaco                      | 465                         | 0,65  | Movimento Sociale Italiano     | 389    | 0,57  | -     |
| Totale                                | Totale                                   | 71.006                      | 100   |                                | 67.133 | 100   | 32    |

Ballottaggio
| Candidati | Candidati                  | Voti   | %      |
| --------- | -------------------------- | ------ | ------ |
|           | Damiano Coletta ✔️ Sindaco | 46.163 | 75,05  |
|           | Nicola Calandrini          | 15.348 | 24,95  |
| Totale    | Totale                     | 61.511 | 100,00 |

### Molise

#### Isernia
| Candidati                   | Candidati                                  | Voti                        | %     | Liste                      | Voti   | %     | Seggi |
| --------------------------- | ------------------------------------------ | --------------------------- | ----- | -------------------------- | ------ | ----- | ----- |
|                             | Giacomo D'Apollonio Accede al ballottaggio | 3.350                       | 25,15 | Insieme per il Molise      | 1.804  | 14,17 | 12    |
| Isernia in Comune           | Giacomo D'Apollonio Accede al ballottaggio | 3.350                       | 25,15 | 984                        | 7,73   | 6     |       |
| Fratelli d'Italia           | Giacomo D'Apollonio Accede al ballottaggio | 3.350                       | 25,15 | 358                        | 2,81   | 2     |       |
|                             | Gabriele Melogli Accede al ballottaggio    | 2.549                       | 19,14 | Forza Italia               | 1.024  | 8,04  | 2     |
| Alleanza per il Futuro      | Gabriele Melogli Accede al ballottaggio    | 2.549                       | 19,14 | 952                        | 7,48   | 1     |       |
| Isernia Unica               | Gabriele Melogli Accede al ballottaggio    | 2.549                       | 19,14 | 359                        | 2,82   | -     |       |
| Noi con Salvini             | Gabriele Melogli Accede al ballottaggio    | 2.549                       | 19,14 | 258                        | 2,03   | -     |       |
| Seggio al candidato sindaco | Seggio al candidato sindaco                | Seggio al candidato sindaco | 19,14 | 1                          |        |       |       |
|                             | Rita Paola Formichelli                     | 2.419                       | 18,16 | Partito Democratico        | 1.074  | 8,43  | 1     |
| Isernia Prima di Tutto      | Rita Paola Formichelli                     | 2.419                       | 18,16 | 1.038                      | 8,15   | 1     |       |
| La Città Nuova              | Rita Paola Formichelli                     | 2.419                       | 18,16 | 698                        | 5,48   | 1     |       |
| Seggio al candidato sindaco | Seggio al candidato sindaco                | Seggio al candidato sindaco | 18,16 | 1                          |        |       |       |
|                             | Cosmo Tedeschi                             | 1.773                       | 13,31 | Progetto per Isernia       | 387    | 3,04  | 1     |
| Cittadini per Isernia       | Cosmo Tedeschi                             | 1.773                       | 13,31 | 299                        | 2,35   | -     |       |
| Popolari per l'Italia       | Cosmo Tedeschi                             | 1.773                       | 13,31 | 258                        | 2,03   | -     |       |
| Isernia Civica              | Cosmo Tedeschi                             | 1.773                       | 13,31 | 222                        | 1,74   | -     |       |
| Officina delle Idee         | Cosmo Tedeschi                             | 1.773                       | 13,31 | 196                        | 1,54   | -     |       |
| Uniamoci per Isernia        | Cosmo Tedeschi                             | 1.773                       | 13,31 | 146                        | 1,15   | -     |       |
| Seggio al candidato sindaco | Seggio al candidato sindaco                | Seggio al candidato sindaco | 13,31 | 1                          |        |       |       |
|                             | Cosmo Bottiglieri                          | 1.199                       | 9,00  | Movimento 5 Stelle         | 1.013  | 7,95  | 1     |
|                             | Lucio Pastore                              | 634                         | 4,76  | Pensiero Libero            | 466    | 3,66  | -     |
|                             | Stefano Testa                              | 593                         | 4,45  | Persone e Idee per Isernia | 609    | 4,78  | 1     |
|                             | Emilio Izzo                                | 443                         | 3,33  | Isernia Domani             | 280    | 2,20  | -     |
|                             | Sara Ferri                                 | 361                         | 2,71  | Sinistra X Isernia         | 310    | 2,43  | -     |
| Totale                      | Totale                                     | 13.321                      | 100   |                            | 12.735 | 100   | 32    |

Ballottaggio
| Candidati | Candidati                      | Voti  | %      |
| --------- | ------------------------------ | ----- | ------ |
|           | Giacomo D'Apollonio ✔️ Sindaco | 5.626 | 59,00  |
|           | Gabriele Melogli               | 3.909 | 41,00  |
| Totale    | Totale                         | 9.535 | 100,00 |

### Campania

#### Benevento
| Candidati                             | Candidati                                   | Voti                        | %     | Liste                     | Voti   | %     | Seggi |
| ------------------------------------- | ------------------------------------------- | --------------------------- | ----- | ------------------------- | ------ | ----- | ----- |
|                                       | Clemente Mastella Accede al ballottaggio    | 13.266                      | 33,66 | Lista Mastella            | 4.308  | 11,20 | 8     |
| Noi Sanniti per Mastella              | Clemente Mastella Accede al ballottaggio    | 13.266                      | 33,66 | 3.466                     | 9,01   | 6     |       |
| Forza Italia                          | Clemente Mastella Accede al ballottaggio    | 13.266                      | 33,66 | 2.226                     | 5,78   | 4     |       |
| Unione di Centro                      | Clemente Mastella Accede al ballottaggio    | 13.266                      | 33,66 | 1.551                     | 4,03   | 2     |       |
|                                       | Raffaele Del Vecchio Accede al ballottaggio | 13.097                      | 33,23 | Partito Democratico       | 6.532  | 16,98 | 4     |
| Del Vecchio Sindaco                   | Raffaele Del Vecchio Accede al ballottaggio | 13.097                      | 33,23 | 3.022                     | 7,85   | 2     |       |
| Lealtà per Benevento                  | Raffaele Del Vecchio Accede al ballottaggio | 13.097                      | 33,23 | 2.314                     | 6,01   | 1     |       |
| Benevento Popolare                    | Raffaele Del Vecchio Accede al ballottaggio | 13.097                      | 33,23 | 2.149                     | 5,58   | 1     |       |
| Alleanza Riformista                   | Raffaele Del Vecchio Accede al ballottaggio | 13.097                      | 33,23 | 2.148                     | 5,58   | 1     |       |
| IdV - Verdi - Cittadini per Benevento | Raffaele Del Vecchio Accede al ballottaggio | 13.097                      | 33,23 | 1.247                     | 3,24   | -     |       |
| Dalla Parte Giusta                    | Raffaele Del Vecchio Accede al ballottaggio | 13.097                      | 33,23 | 571                       | 1,48   | -     |       |
| Seggio al candidato sindaco           | Seggio al candidato sindaco                 | Seggio al candidato sindaco | 33,23 | 1                         |        |       |       |
|                                       | Marianna Farese                             | 8.219                       | 20,85 | Movimento 5 Stelle        | 4.803  | 12,49 | 2     |
|                                       | Gianfranco Ucci                             | 2.057                       | 5,21  | #LaCittàdiTutti           | 1.622  | 4,21  | -     |
|                                       | Raffaele Tibaldi                            | 1.469                       | 3,72  | Benevento Polo Civico (A) | 1.249  | 3,24  | -     |
|                                       | Vittoria Principe                           | 851                         | 2,15  | Sfidiamoli!               | 854    | 2,22  | -     |
|                                       | Federica De Nigris                          | 450                         | 1,14  | FabBene - Progetto Civico | 386    | 1,00  | -     |
| Totale                                | Totale                                      | 39.409                      | 100   |                           | 38.448 | 100   | 32    |

- La lista contrassegnata con la lettera A è apparentata al secondo turno con il candidato sindaco Raffaele Del Vecchio.

Ballottaggio
| Candidati | Candidati                    | Voti   | %      |
| --------- | ---------------------------- | ------ | ------ |
|           | Clemente Mastella ✔️ Sindaco | 18.037 | 62,88  |
|           | Raffaele Del Vecchio         | 10.648 | 37,12  |
| Totale    | Totale                       | 28.685 | 100,00 |

#### Caserta
| Candidati                                             | Candidati                              | Voti                        | %     | Liste                    | Voti   | %     | Seggi |
| ----------------------------------------------------- | -------------------------------------- | --------------------------- | ----- | ------------------------ | ------ | ----- | ----- |
|                                                       | Carlo Marino Accede al ballottaggio    | 19.590                      | 45,11 | Partito Democratico      | 4.847  | 11,47 | 5     |
| Terra Libera                                          | Carlo Marino Accede al ballottaggio    | 19.590                      | 45,11 | 3.503                    | 8,29   | 3     |       |
| Centro Democratico                                    | Carlo Marino Accede al ballottaggio    | 19.590                      | 45,11 | 3.321                    | 7,86   | 3     |       |
| Democratici per Caserta                               | Carlo Marino Accede al ballottaggio    | 19.590                      | 45,11 | 3.291                    | 7,79   | 3     |       |
| Energie Casertane (Cittadini per Caserta - Futuriamo) | Carlo Marino Accede al ballottaggio    | 19.590                      | 45,11 | 2.506                    | 5,93   | 2     |       |
| Caserta Popolare                                      | Carlo Marino Accede al ballottaggio    | 19.590                      | 45,11 | 2.317                    | 5,48   | 2     |       |
| Partito Socialista Italiano - Caserta Viva            | Carlo Marino Accede al ballottaggio    | 19.590                      | 45,11 | 1.649                    | 3,90   | 1     |       |
| ProCaserta - Verdi                                    | Carlo Marino Accede al ballottaggio    | 19.590                      | 45,11 | 1.215                    | 2,87   | 1     |       |
| Sud Indipendente                                      | Carlo Marino Accede al ballottaggio    | 19.590                      | 45,11 | 19                       | 0,04   | -     |       |
|                                                       | Riccardo Ventre Accede al ballottaggio | 8.486                       | 19,54 | Caserta nel Cuore        | 3.731  | 8,83  | 3     |
| Primavera Casertana                                   | Riccardo Ventre Accede al ballottaggio | 8.486                       | 19,54 | 2.361                    | 5,59   | 1     |       |
| Forza Italia                                          | Riccardo Ventre Accede al ballottaggio | 8.486                       | 19,54 | 1.839                    | 4,35   | 1     |       |
| Fratelli d'Italia                                     | Riccardo Ventre Accede al ballottaggio | 8.486                       | 19,54 | 1.382                    | 3,27   | 1     |       |
| Seggio al candidato sindaco                           | Seggio al candidato sindaco            | Seggio al candidato sindaco | 19,54 | 1                        |        |       |       |
|                                                       | Francesco Apperti                      | 7.364                       | 16,95 | Speranza per Caserta     | 2.971  | 7,03  | 2     |
| Mo! c'è Speranza                                      | Francesco Apperti                      | 7.364                       | 16,95 | 692                      | 1,63   | -     |       |
| Seggio al candidato sindaco                           | Seggio al candidato sindaco            | Seggio al candidato sindaco | 16,95 | 1                        |        |       |       |
|                                                       | Gianfausto Iarrobino                   | 2.484                       | 5,72  | Quarto Iarrobino Sindaco | 1.563  | 3,70  | -     |
| Caserta Kest'è                                        | Gianfausto Iarrobino                   | 2.484                       | 5,72  | 471                      | 1,11   | -     |       |
| Caserta in Comune                                     | Gianfausto Iarrobino                   | 2.484                       | 5,72  | 155                      | 0,36   | -     |       |
| Seggio al candidato sindaco                           | Seggio al candidato sindaco            | Seggio al candidato sindaco | 5,72  | 1                        |        |       |       |
|                                                       | Vincenzo Bove                          | 1.563                       | 3,59  | Città Futura             | 1.356  | 3,21  | 1     |
|                                                       | Luigi Cobianchi                        | 1.519                       | 3,49  | Caserta Libera! (A)      | 1.053  | 2,49  | -     |
|                                                       | Aniello Spirito                        | 1.420                       | 3,27  | Uniti per Caserta        | 1.172  | 2,77  | -     |
|                                                       | Enrico Trapassi                        | 994                         | 2,28  | Noi con Salvini          | 818    | 1,93  | -     |
| Totale                                                | Totale                                 | 43.420                      | 100   |                          | 42.232 | 100   | 32    |

- La lista contrassegnata con la lettera A è apparentata al secondo turno con il candidato sindaco Riccardo Ventre.

Ballottaggio
| Candidati | Candidati               | Voti   | %      |
| --------- | ----------------------- | ------ | ------ |
|           | Carlo Marino ✔️ Sindaco | 13.598 | 62,74  |
|           | Riccardo Ventre         | 8.077  | 37,26  |
| Totale    | Totale                  | 21.675 | 100,00 |

#### Napoli
| Candidati                            | Candidati                                 | Voti                        | %     | Liste                            | Voti    | %     | Seggi |
| ------------------------------------ | ----------------------------------------- | --------------------------- | ----- | -------------------------------- | ------- | ----- | ----- |
|                                      | Luigi de Magistris Accede al ballottaggio | 172.710                     | 42,82 | De Magistris Sindaco             | 51.896  | 13,79 | 10    |
| Democrazia e Autonomia               | Luigi de Magistris Accede al ballottaggio | 172.710                     | 42,82 | 28.587                           | 7,59    | 5     |       |
| Napoli in Comune a Sinistra          | Luigi de Magistris Accede al ballottaggio | 172.710                     | 42,82 | 19.945                           | 5,30    | 4     |       |
| La Città con de Magistris            | Luigi de Magistris Accede al ballottaggio | 172.710                     | 42,82 | 13.413                           | 3,56    | 2     |       |
| Federazione dei Verdi                | Luigi de Magistris Accede al ballottaggio | 172.710                     | 42,82 | 11.341                           | 3,01    | 2     |       |
| Ce Simme Sfasteriati                 | Luigi de Magistris Accede al ballottaggio | 172.710                     | 42,82 | 5.958                            | 1,58    | 1     |       |
| Repubblicani Democratici             | Luigi de Magistris Accede al ballottaggio | 172.710                     | 42,82 | 4.276                            | 1,13    | -     |       |
| Italia dei Valori                    | Luigi de Magistris Accede al ballottaggio | 172.710                     | 42,82 | 4.248                            | 1,12    | -     |       |
| Bene Comune con de Magistris         | Luigi de Magistris Accede al ballottaggio | 172.710                     | 42,82 | 3.243                            | 0,86    | -     |       |
| Mo! Napoli Autonoma                  | Luigi de Magistris Accede al ballottaggio | 172.710                     | 42,82 | 3.179                            | 0,84    | -     |       |
| Meridionalisti Napoli Capitale       | Luigi de Magistris Accede al ballottaggio | 172.710                     | 42,82 | 1.858                            | 0,49    | -     |       |
| Partito del Sud                      | Luigi de Magistris Accede al ballottaggio | 172.710                     | 42,82 | 1.796                            | 0,47    | -     |       |
|                                      | Gianni Lettieri Accede al ballottaggio    | 96.961                      | 24,04 | Forza Italia                     | 36.145  | 9,60  | 3     |
| Prima Napoli                         | Gianni Lettieri Accede al ballottaggio    | 96.961                      | 24,04 | 28.869                           | 7,67    | 2     |       |
| Napoli Capitale                      | Gianni Lettieri Accede al ballottaggio    | 96.961                      | 24,04 | 12.374                           | 3,28    | 1     |       |
| Fare Città                           | Gianni Lettieri Accede al ballottaggio    | 96.961                      | 24,04 | 6.541                            | 1,73    | -     |       |
| Giovani in Corsa                     | Gianni Lettieri Accede al ballottaggio    | 96.961                      | 24,04 | 3.929                            | 1,04    | -     |       |
| Italia 20.50 Napoli Concreta         | Gianni Lettieri Accede al ballottaggio    | 96.961                      | 24,04 | 1.778                            | 0,47    | -     |       |
| Pensionati d'Europa                  | Gianni Lettieri Accede al ballottaggio    | 96.961                      | 24,04 | 763                              | 0,20    | -     |       |
| Rivoluzione Cristiana                | Gianni Lettieri Accede al ballottaggio    | 96.961                      | 24,04 | 761                              | 0,20    | -     |       |
| Impresa Comune                       | Gianni Lettieri Accede al ballottaggio    | 96.961                      | 24,04 | 705                              | 0,18    | -     |       |
| Costruzione e Stato                  | Gianni Lettieri Accede al ballottaggio    | 96.961                      | 24,04 | 496                              | 0,13    | -     |       |
| Seggio al candidato sindaco          | Seggio al candidato sindaco               | Seggio al candidato sindaco | 24,04 | 1                                |         |       |       |
|                                      | Valeria Valente                           | 85.225                      | 21,13 | Partito Democratico              | 43.790  | 11,63 | 5     |
| Napoli Popolare                      | Valeria Valente                           | 85.225                      | 21,13 | 7.521                            | 1,99    | 1     |       |
| Cittadini per Napoli                 | Valeria Valente                           | 85.225                      | 21,13 | 6.891                            | 1,83    | -     |       |
| Napoli Vale                          | Valeria Valente                           | 85.225                      | 21,13 | 6.649                            | 1,76    | -     |       |
| Centro Democratico                   | Valeria Valente                           | 85.225                      | 21,13 | 6.394                            | 1,69    | -     |       |
| Alleanza Liberalpopolare - Autonomie | Valeria Valente                           | 85.225                      | 21,13 | 5.361                            | 1,42    | -     |       |
| Unione di Centro                     | Valeria Valente                           | 85.225                      | 21,13 | 4.104                            | 1,09    | -     |       |
| Moderati                             | Valeria Valente                           | 85.225                      | 21,13 | 3.333                            | 0,88    | -     |       |
| Elaboratorio Nazionale               | Valeria Valente                           | 85.225                      | 21,13 | 2.565                            | 0,68    | -     |       |
| Partito Socialista Italiano          | Valeria Valente                           | 85.225                      | 21,13 | 1.677                            | 0,44    | -     |       |
| Liberi (PRI - PLI)                   | Valeria Valente                           | 85.225                      | 21,13 | 701                              | 0,18    | -     |       |
| Seggio al candidato sindaco          | Seggio al candidato sindaco               | Seggio al candidato sindaco | 21,13 | 1                                |         |       |       |
|                                      | Matteo Brambilla                          | 38.863                      | 9,63  | Movimento 5 Stelle               | 36.359  | 9,66  | 2     |
|                                      | Marcello Taglialatela                     | 5.186                       | 1,28  | Fratelli d'Italia                | 4.829   | 1,28  | -     |
| Napoli Terra Nostra                  | Marcello Taglialatela                     | 5.186                       | 1,28  | 282                              | 0,07    | -     |       |
|                                      | Luigi Mercogliano                         | 1.489                       | 0,36  | Il Popolo della Famiglia         | 1.416   | 0,37  | -     |
|                                      | Martina Alboreto                          | 1.207                       | 0,29  | Fratelli del Popolo Italiano     | 1.021   | 0,27  | -     |
|                                      | Nunzia Amura                              | 1.082                       | 0,26  | Partito Comunista                | 765     | 0,20  | -     |
|                                      | Paolo Prudente                            | 331                         | 0,08  | Partito Comunista dei Lavoratori | 291     | 0,07  | -     |
|                                      | Domenico Esposito                         | 257                         | 0,06  | Qualità della Vita               | 213     | 0,05  | -     |
| Totale                               | Totale                                    | 403.311                     | 100   |                                  | 376.263 | 100   | 40    |

Ballottaggio
| Candidati | Candidati                     | Voti    | %      |
| --------- | ----------------------------- | ------- | ------ |
|           | Luigi de Magistris ✔️ Sindaco | 185.907 | 66,85  |
|           | Gianni Lettieri               | 92.174  | 33,15  |
| Totale    | Totale                        | 278.081 | 100,00 |

#### Salerno
| Candidati                   | Candidati                   | Voti                        | %     | Liste                       | Voti   | %     | Seggi |
| --------------------------- | --------------------------- | --------------------------- | ----- | --------------------------- | ------ | ----- | ----- |
|                             | Vincenzo Napoli ✔️ Sindaco  | 53.218                      | 70,49 | Progressisti per Salerno    | 17.247 | 23,75 | 9     |
| Salerno per i Giovani       | Vincenzo Napoli ✔️ Sindaco  | 53.218                      | 70,49 | 10.793                      | 14,86  | 5     |       |
| Campania Libera             | Vincenzo Napoli ✔️ Sindaco  | 53.218                      | 70,49 | 10.710                      | 14,75  | 5     |       |
| Partito Socialista Italiano | Vincenzo Napoli ✔️ Sindaco  | 53.218                      | 70,49 | 5.946                       | 8,19   | 3     |       |
| Davvero - Verdi             | Vincenzo Napoli ✔️ Sindaco  | 53.218                      | 70,49 | 4.197                       | 5,78   | 2     |       |
| Moderati per Salerno        | Vincenzo Napoli ✔️ Sindaco  | 53.218                      | 70,49 | 3.965                       | 5,46   | 2     |       |
|                             | Roberto Celano              | 7.245                       | 9,59  | Forza Italia                | 3.341  | 4,60  | 1     |
| Attiva Salerno              | Roberto Celano              | 7.245                       | 9,59  | 2.862                       | 3.94   | 1     |       |
| Celano Sindaco              | Roberto Celano              | 7.245                       | 9,59  | 844                         | 1,16   | -     |       |
| Seggio al candidato sindaco | Seggio al candidato sindaco | Seggio al candidato sindaco | 9,59  | 1                           |        |       |       |
| Rivoluzione Cristiana       | Roberto Celano              | 7.245                       | 9,59  | 27                          | 0,03   | -     |       |
|                             | Dante Santoro               | 4.673                       | 6,19  | Giovani Salernitani         | 1.509  | 2,07  | -     |
| Salerno in Movimento        | Dante Santoro               | 4.673                       | 6,19  | 1.014                       | 1,39   | -     |       |
| Vince Salerno               | Dante Santoro               | 4.673                       | 6,19  | 759                         | 1,04   | -     |       |
| Seggio al candidato sindaco | Seggio al candidato sindaco | Seggio al candidato sindaco | 6,19  | 1                           |        |       |       |
|                             | Antonio Cammarota           | 3.038                       | 4,02  | La Nostra Libertà           | 1.777  | 2,44  | -     |
| Cammarota Sindaco           | Antonio Cammarota           | 3.038                       | 4,02  | 955                         | 1,31   | -     |       |
| Seggio al candidato sindaco | Seggio al candidato sindaco | Seggio al candidato sindaco | 4,02  | 1                           |        |       |       |
|                             | Giovanni Lambiase           | 2.875                       | 3,80  | Salerno di... Tutti         | 2.684  | 3,69  | 1     |
|                             | Raffaele Adinolfi           | 1.304                       | 1,72  | Il Popolo della Famiglia    | 999    | 1,37  | -     |
| Democrazia Cristiana        | Raffaele Adinolfi           | 1.304                       | 1,72  | 134                         | 0,18   | -     |       |
|                             | Gianluigi Cassandra         | 1.164                       | 1,54  | Gianluigi Cassandra Sindaco | 968    | 1,33  | -     |
| Io amo Salerno              | Gianluigi Cassandra         | 1.164                       | 1,54  | 118                         | 0,16   | -     |       |
|                             | Antonio Iannone             | 1.159                       | 1,53  | Fratelli d'Italia           | 1.175  | 1,61  | -     |
|                             | Giuseppe Amodio             | 435                         | 0,57  | Salerno ai Salernitani      | 326    | 0,44  | -     |
|                             | Marco Falvella              | 379                         | 0,50  | Popolo d'Italia             | 244    | 0,33  | -     |
| Totale                      | Totale                      | 75.490                      | 100   |                             | 72.594 | 100   | 32    |

### Puglia

#### Brindisi
| Candidati                   | Candidati                               | Voti                        | %     | Liste                | Voti   | %     | Seggi |
| --------------------------- | --------------------------------------- | --------------------------- | ----- | -------------------- | ------ | ----- | ----- |
|                             | Fernando Marino Accede al ballottaggio  | 15.474                      | 32,07 | Partito Democratico  | 5.071  | 10,92 | 2     |
| Nando Marino Sindaco        | Fernando Marino Accede al ballottaggio  | 15.474                      | 32,07 | 3.546                | 7,63   | 1     |       |
| Brindisi Popolare           | Fernando Marino Accede al ballottaggio  | 15.474                      | 32,07 | 3.277                | 7,05   | 1     |       |
| Unione di Centro            | Fernando Marino Accede al ballottaggio  | 15.474                      | 32,07 | 2.400                | 5,16   | 1     |       |
| Rinasce Brindisi            | Fernando Marino Accede al ballottaggio  | 15.474                      | 32,07 | 1.869                | 4,02   | 1     |       |
| Cantiere Giovani            | Fernando Marino Accede al ballottaggio  | 15.474                      | 32,07 | 1.013                | 2,18   | -     |       |
| La Puglia in Più            | Fernando Marino Accede al ballottaggio  | 15.474                      | 32,07 | 839                  | 1,80   | -     |       |
| Seggio al candidato sindaco | Seggio al candidato sindaco             | Seggio al candidato sindaco | 32,07 | 1                    |        |       |       |
|                             | Angela Carluccio Accede al ballottaggio | 11.872                      | 24,61 | Impegno Sociale      | 3.320  | 7,15  | 5     |
| Conservatori e Riformisti   | Angela Carluccio Accede al ballottaggio | 11.872                      | 24,61 | 2.281                | 6,20   | 5     |       |
| Democratici per Brindisi    | Angela Carluccio Accede al ballottaggio | 11.872                      | 24,61 | 2.634                | 5,67   | 4     |       |
| Noi Centro con Brindisi     | Angela Carluccio Accede al ballottaggio | 11.872                      | 24,61 | 2.325                | 5,00   | 4     |       |
| Brindisi Prima di Tutto     | Angela Carluccio Accede al ballottaggio | 11.872                      | 24,61 | 1.480                | 3,18   | 2     |       |
|                             | Stefano Alparone                        | 9.207                       | 19,08 | Movimento 5 Stelle   | 6.285  | 13,53 | 2     |
|                             | Riccardo Rossi                          | 6.793                       | 14,08 | Brindisi Bene Comune | 3.572  | 7,69  | 1     |
| Sinistra per Brindisi       | Riccardo Rossi                          | 6.793                       | 14,08 | 1.141                | 2,45   | -     |       |
| Seggio al candidato sindaco | Seggio al candidato sindaco             | Seggio al candidato sindaco | 14,08 | 1                    |        |       |       |
|                             | Nicola Massari                          | 3.496                       | 7,24  | Forza Italia         | 1.858  | 4,00  | -     |
| Fratelli d'Italia           | Nicola Massari                          | 3.496                       | 7,24  | 784                  | 1,68   | -     |       |
| Viva Brindisi               | Nicola Massari                          | 3.496                       | 7,24  | 778                  | 1,67   | -     |       |
| Federazione Popolare        | Nicola Massari                          | 3.496                       | 7,24  | 134                  | 0,28   | -     |       |
| Seggio al candidato sindaco | Seggio al candidato sindaco             | Seggio al candidato sindaco | 7,24  | 1                    |        |       |       |
|                             | Simona Pino-D'Astore                    | 1.398                       | 2,89  | Un'Amica in Comune   | 506    | 1,08  | -     |
| Brindisi Piazza Pulita      | Simona Pino-D'Astore                    | 1.398                       | 2,89  | 481                  | 1,03   | -     |       |
| BrindisInAzione             | Simona Pino-D'Astore                    | 1.398                       | 2,89  | 233                  | 0,50   | -     |       |
| Totale                      | Totale                                  | 48.240                      | 100   |                      | 46.427 | 100   | 32    |

Ballottaggio
| Candidati | Candidati                   | Voti   | %      |
| --------- | --------------------------- | ------ | ------ |
|           | Angela Carluccio ✔️ Sindaco | 14.798 | 51,13  |
|           | Fernando Marino             | 14.142 | 48,87  |
| Totale    | Totale                      | 28.940 | 100,00 |

### Calabria

#### Cosenza
| Candidati                                            | Candidati                   | Voti                        | %     | Liste               | Voti   | %     | Seggi |
| ---------------------------------------------------- | --------------------------- | --------------------------- | ----- | ------------------- | ------ | ----- | ----- |
|                                                      | Mario Occhiuto ✔️ Sindaco   | 24.332                      | 58,95 | Forza Cosenza       | 4.258  | 10,56 | 4     |
| Mario Occhiuto Sindaco                               | Mario Occhiuto ✔️ Sindaco   | 24.332                      | 58,95 | 3.491               | 8,66   | 4     |       |
| Cosenza Positiva                                     | Mario Occhiuto ✔️ Sindaco   | 24.332                      | 58,95 | 2.992               | 7,42   | 3     |       |
| Occhiuto Bis                                         | Mario Occhiuto ✔️ Sindaco   | 24.332                      | 58,95 | 2.613               | 6,48   | 3     |       |
| Cosenza Libera                                       | Mario Occhiuto ✔️ Sindaco   | 24.332                      | 58,95 | 1.620               | 4,02   | 1     |       |
| I Moderati per Cosenza                               | Mario Occhiuto ✔️ Sindaco   | 24.332                      | 58,95 | 1.200               | 2,97   | 1     |       |
| Cosenza Bellissima                                   | Mario Occhiuto ✔️ Sindaco   | 24.332                      | 58,95 | 1.166               | 2,89   | 1     |       |
| Cosenza Sempre Più                                   | Mario Occhiuto ✔️ Sindaco   | 24.332                      | 58,95 | 914                 | 2,26   | 1     |       |
| Democrazia Mediterranea                              | Mario Occhiuto ✔️ Sindaco   | 24.332                      | 58,95 | 890                 | 2,20   | 1     |       |
| Cosenza in Alto                                      | Mario Occhiuto ✔️ Sindaco   | 24.332                      | 58,95 | 870                 | 2,15   | 1     |       |
| Fratelli d'Italia                                    | Mario Occhiuto ✔️ Sindaco   | 24.332                      | 58,95 | 667                 | 1,65   | -     |       |
| Fabbrica Creativa                                    | Mario Occhiuto ✔️ Sindaco   | 24.332                      | 58,95 | 442                 | 1,09   | -     |       |
| Ok Cosenza                                           | Mario Occhiuto ✔️ Sindaco   | 24.332                      | 58,95 | 430                 | 1,06   | -     |       |
| Città Sostenibile                                    | Mario Occhiuto ✔️ Sindaco   | 24.332                      | 58,95 | 410                 | 1,01   | -     |       |
| Partito della Rivoluzione                            | Mario Occhiuto ✔️ Sindaco   | 24.332                      | 58,95 | 238                 | 0,59   | -     |       |
|                                                      | Carlo Guccione              | 8.176                       | 19,81 | Partito Democratico | 2.820  | 6,99  | 3     |
| Uniti X la Città                                     | Carlo Guccione              | 8.176                       | 19,81 | 1.872               | 4,64   | 1     |       |
| Grande Cosenza                                       | Carlo Guccione              | 8.176                       | 19,81 | 1.593               | 3,95   | 1     |       |
| Adesso! Cosenza                                      | Carlo Guccione              | 8.176                       | 19,81 | 1.414               | 3,50   | 1     |       |
| Partito Socialista Italiano - Centro Democratico     | Carlo Guccione              | 8.176                       | 19,81 | 1.237               | 3,06   | 1     |       |
| Prima Cosenza                                        | Carlo Guccione              | 8.176                       | 19,81 | 1.220               | 2,77   | 1     |       |
| Per Cosenza Oltre i Colori                           | Carlo Guccione              | 8.176                       | 19,81 | 708                 | 1,75   | -     |       |
| Orgoglio Brutio                                      | Carlo Guccione              | 8.176                       | 19,81 | 522                 | 1,29   | -     |       |
| Seggio al candidato sindaco                          | Seggio al candidato sindaco | Seggio al candidato sindaco | 19,81 | 1                   |        |       |       |
|                                                      | Enzo Paolini                | 4.480                       | 10,85 | Cosenza Popolare    | 1.982  | 4,91  | 1     |
| PSE per Cosenza                                      | Enzo Paolini                | 4.480                       | 10,85 | 1.178               | 2,92   | 1     |       |
| Uniti per Paolini Sindaco                            | Enzo Paolini                | 4.480                       | 10,85 | 842                 | 2,08   | -     |       |
| Costruiamo il Futuro                                 | Enzo Paolini                | 4.480                       | 10,85 | 428                 | 1,06   | -     |       |
| Cittadini per Cosenza                                | Enzo Paolini                | 4.480                       | 10,85 | 183                 | 0,45   | -     |       |
| Partito Liberale Italiano - Cosenza Verde Ecologista | Enzo Paolini                | 4.480                       | 10,85 | 86                  | 0,21   | -     |       |
| Seggio al candidato sindaco                          | Seggio al candidato sindaco | Seggio al candidato sindaco | 10,85 | 1                   |        |       |       |
|                                                      | Valerio Formisani           | 2.459                       | 5,95  | Cosenza in Comune   | 1.154  | 2,86  | -     |
|                                                      | Gustavo Coscarelli          | 1.825                       | 4,42  | Movimento 5 Stelle  | 954    | 2,36  | -     |
| Totale                                               | Totale                      | 40.294                      | 100   |                     | 41.272 | 100   | 32    |

#### Crotone
| Candidati                              | Candidati                               | Voti                        | %     | Liste                            | Voti   | %     | Seggi |
| -------------------------------------- | --------------------------------------- | --------------------------- | ----- | -------------------------------- | ------ | ----- | ----- |
|                                        | Rosanna Barbieri Accede al ballottaggio | 10.446                      | 30,26 | Partito Democratico              | 4.399  | 13,08 | 3     |
| Svolta Democratica a Crotone           | Rosanna Barbieri Accede al ballottaggio | 10.446                      | 30,26 | 2.541                            | 7,55   | 1     |       |
| Una Sola Passione: Crotone             | Rosanna Barbieri Accede al ballottaggio | 10.446                      | 30,26 | 1.629                            | 4,84   | 1     |       |
| Crotone Civica                         | Rosanna Barbieri Accede al ballottaggio | 10.446                      | 30,26 | 1.342                            | 3,99   | 1     |       |
| Crotone Bene Comune                    | Rosanna Barbieri Accede al ballottaggio | 10.446                      | 30,26 | 1.309                            | 3,89   | 1     |       |
| Crotone di Nuovo                       | Rosanna Barbieri Accede al ballottaggio | 10.446                      | 30,26 | 1.121                            | 3,33   | -     |       |
| Italia dei Valori                      | Rosanna Barbieri Accede al ballottaggio | 10.446                      | 30,26 | 576                              | 1,71   | -     |       |
| Seggio al candidato sindaco            | Seggio al candidato sindaco             | Seggio al candidato sindaco | 30,26 | 1                                |        |       |       |
|                                        | Ugo Pugliese Accede al ballottaggio     | 9.054                       | 26,23 | I DemoKRatici                    | 4.015  | 11,94 | 9     |
| Crotone in Rete                        | Ugo Pugliese Accede al ballottaggio     | 9.054                       | 26,23 | 2.935                            | 8,72   | 6     |       |
| Laboratorio Crotone                    | Ugo Pugliese Accede al ballottaggio     | 9.054                       | 26,23 | 1.463                            | 4,35   | 3     |       |
| Popolari per Crotone (Nuovo CDU - UDC) | Ugo Pugliese Accede al ballottaggio     | 9.054                       | 26,23 | 745                              | 2,21   | 1     |       |
| Araba Fenice                           | Ugo Pugliese Accede al ballottaggio     | 9.054                       | 26,23 | 622                              | 1,84   | 1     |       |
|                                        | Ilario Sorgiovanni                      | 6.166                       | 17,86 | Movimento 5 Stelle               | 3.551  | 10,56 | 2     |
|                                        | Antonio Argentieri Piuma                | 5.287                       | 15,34 | Piuma Sindaco                    | 2.099  | 6,24  | 1     |
| Krotone da Vivere                      | Antonio Argentieri Piuma                | 5.287                       | 15,34 | 1.451                            | 4,31   | -     |       |
| Legalità Libertà Lavoro                | Antonio Argentieri Piuma                | 5.287                       | 15,34 | 503                              | 1,49   | -     |       |
| Movimento Punto e a Capo               | Antonio Argentieri Piuma                | 5.287                       | 15,34 | 497                              | 1,47   | -     |       |
| Seggio al candidato sindaco            | Seggio al candidato sindaco             | Seggio al candidato sindaco | 15,34 | 1                                |        |       |       |
|                                        | Ottavio Tesoriere                       | 1.481                       | 4,29  | CambiAmo Crotone                 | 1.132  | 3,36  | -     |
| Crotone 2020                           | Ottavio Tesoriere                       | 1.481                       | 4,29  | 113                              | 0,33   | -     |       |
| Il Popolo della Famiglia               | Ottavio Tesoriere                       | 1.481                       | 4,29  | 74                               | 0,22   | -     |       |
| Noi con Salvini                        | Ottavio Tesoriere                       | 1.481                       | 4,29  | 68                               | 0,20   | -     |       |
|                                        | Fabrizio Meo                            | 915                         | 2,65  | Crotone Libera - È Ora - Insieme | 722    | 2,14  | -     |
|                                        | Davide Pirillo                          | 561                         | 1,62  | Forza Nuova                      | 245    | 0,72  | -     |
|                                        | Pietro Infusino                         | 405                         | 1,17  | Attivisti No ENI                 | 380    | 1,13  | -     |
|                                        | Giancarlo Rizzo                         | 195                         | 0,56  | Crotone che Sorgi                | 92     | 0,27  | -     |
| Totale                                 | Totale                                  | 34.510                      | 100   |                                  | 33.624 | 100   | 32    |

Ballottaggio
| Candidati | Candidati               | Voti   | %      |
| --------- | ----------------------- | ------ | ------ |
|           | Ugo Pugliese ✔️ Sindaco | 12.860 | 59,27  |
|           | Rosanna Barbieri        | 8.838  | 40,73  |
| Totale    | Totale                  | 21.698 | 100,00 |

### Sardegna

#### Cagliari
| Candidati                               | Candidati                   | Voti                        | %     | Liste                            | Voti   | %     | Seggi |
| --------------------------------------- | --------------------------- | --------------------------- | ----- | -------------------------------- | ------ | ----- | ----- |
|                                         | Massimo Zedda ✔️ Sindaco    | 39.900                      | 50,86 | Partito Democratico              | 13.735 | 19,24 | 10    |
| Sinistra Ecologia Libertà               | Massimo Zedda ✔️ Sindaco    | 39.900                      | 50,86 | 5.597                            | 7,84   | 4     |       |
| Partito Sardo d'Azione                  | Massimo Zedda ✔️ Sindaco    | 39.900                      | 50,86 | 5.007                            | 7,01   | 4     |       |
| La Base                                 | Massimo Zedda ✔️ Sindaco    | 39.900                      | 50,86 | 2.049                            | 2,87   | 1     |       |
| RossoMori                               | Massimo Zedda ✔️ Sindaco    | 39.900                      | 50,86 | 2.014                            | 2,82   | 1     |       |
| Partito dei Sardi                       | Massimo Zedda ✔️ Sindaco    | 39.900                      | 50,86 | 1.659                            | 2,32   | 1     |       |
| Partito Comunista d'Italia              | Massimo Zedda ✔️ Sindaco    | 39.900                      | 50,86 | 1.158                            | 1,62   | -     |       |
| Centro Democratico                      | Massimo Zedda ✔️ Sindaco    | 39.900                      | 50,86 | 866                              | 1,21   | -     |       |
| Partito della Rifondazione Comunista    | Massimo Zedda ✔️ Sindaco    | 39.900                      | 50,86 | 802                              | 1,12   | -     |       |
| Unione Popolare Cristiana               | Massimo Zedda ✔️ Sindaco    | 39.900                      | 50,86 | 610                              | 0,85   | -     |       |
| Cittadini per Cagliari                  | Massimo Zedda ✔️ Sindaco    | 39.900                      | 50,86 | 572                              | 0,80   | -     |       |
|                                         | Piergiorgio Massidda        | 25.305                      | 32,26 | Forza Cagliari                   | 5.823  | 8,16  | 3     |
| Massidda Sindaco                        | Piergiorgio Massidda        | 25.305                      | 32,26 | 3.843                            | 5,38   | 2     |       |
| Riformatori Sardi                       | Piergiorgio Massidda        | 25.305                      | 32,26 | 3.169                            | 4,44   | 2     |       |
| Fratelli d'Italia                       | Piergiorgio Massidda        | 25.305                      | 32,26 | 2.611                            | 3,65   | 1     |       |
| Popolari Sardi per Cagliari             | Piergiorgio Massidda        | 25.305                      | 32,26 | 2.274                            | 3,18   | 1     |       |
| Nessun Dorma                            | Piergiorgio Massidda        | 25.305                      | 32,26 | 1.665                            | 2,33   | 1     |       |
| Anno Zero                               | Piergiorgio Massidda        | 25.305                      | 32,26 | 1.505                            | 2,10   | -     |       |
| #Ca_mbia Cagliari                       | Piergiorgio Massidda        | 25.305                      | 32,26 | 1.059                            | 1,48   | -     |       |
| Patto per Cagliari                      | Piergiorgio Massidda        | 25.305                      | 32,26 | 924                              | 1,29   | -     |       |
| Fortza Paris                            | Piergiorgio Massidda        | 25.305                      | 32,26 | 763                              | 1,06   | -     |       |
| Liberali per Massidda Sindaco           | Piergiorgio Massidda        | 25.305                      | 32,26 | 618                              | 0,86   | -     |       |
| Giovani al Centro - Cagliari Unica      | Piergiorgio Massidda        | 25.305                      | 32,26 | 541                              | 0,75   | -     |       |
| I Love Cagliari                         | Piergiorgio Massidda        | 25.305                      | 32,26 | 687                              | 0,96   | -     |       |
| Diretta Demo                            | Piergiorgio Massidda        | 25.305                      | 32,26 | 193                              | 0,27   | -     |       |
| Seggio al candidato sindaco             | Seggio al candidato sindaco | Seggio al candidato sindaco | 32,26 | 1                                |        |       |       |
|                                         | Maria Antonietta Martinez   | 7.278                       | 9,27  | Movimento 5 Stelle               | 6.254  | 8,76  | 2     |
|                                         | Paolo Matta                 | 1.926                       | 2,45  | La Quinta A                      | 1.688  | 2,36  | -     |
|                                         | Enrico Lobina               | 1.711                       | 2,18  | Cagliari Capitale                | 853    | 1,19  | -     |
| Progres Progetu Republica               | Enrico Lobina               | 1.711                       | 2,18  | 358                              | 0,50   | -     |       |
| Quartieri di Cagliari Insieme per Pirri | Enrico Lobina               | 1.711                       | 2,18  | 276                              | 0,38   | -     |       |
| Federazione dei Verdi                   | Enrico Lobina               | 1.711                       | 2,18  | 260                              | 0,36   | -     |       |
|                                         | Paolo Casu                  | 1.371                       | 1,74  | Insieme Onestamente per Cagliari | 706    | 0,98  | -     |
| Lottiamo per il Tuo Futuro              | Paolo Casu                  | 1.371                       | 1,74  | 400                              | 0,56   | -     |       |
|                                         | Alberto Agus                | 945                         | 1,20  | Il Popolo della Famiglia         | 821    | 1,15  | -     |
| Totale                                  | Totale                      | 78.436                      | 100   |                                  | 71.360 | 100   | 34    |

#### Carbonia
| Candidati                   | Candidati                             | Voti                        | %     | Liste                       | Voti   | %     | Seggi |
| --------------------------- | ------------------------------------- | --------------------------- | ----- | --------------------------- | ------ | ----- | ----- |
|                             | Giuseppe Casti Accede al ballottaggio | 6.074                       | 36,15 | Partito Democratico         | 2.952  | 18,29 | 3     |
| Partito dei Sardi           | Giuseppe Casti Accede al ballottaggio | 6.074                       | 36,15 | 1.308                       | 8,10   | 1     |       |
| Cittadini per Carbonia      | Giuseppe Casti Accede al ballottaggio | 6.074                       | 36,15 | 946                         | 5,86   | -     |       |
| Sinistra Ecologia Libertà   | Giuseppe Casti Accede al ballottaggio | 6.074                       | 36,15 | 846                         | 5,24   | -     |       |
| Unione Cittadina            | Giuseppe Casti Accede al ballottaggio | 6.074                       | 36,15 | 685                         | 4,24   | -     |       |
| Seggio al candidato sindaco | Seggio al candidato sindaco           | Seggio al candidato sindaco | 36,15 | 1                           |        |       |       |
|                             | Paola Massidda Accede al ballottaggio | 3.688                       | 21,95 | Movimento 5 Stelle          | 3.009  | 18,65 | 15    |
|                             | Ugo Bruno Piano                       | 3.522                       | 20,96 | Carbonia Possibile          | 1.532  | 9,49  | 1     |
| Carbonia Unica - Cittadini  | Ugo Bruno Piano                       | 3.522                       | 20,96 | 896                         | 5,55   | 1     |       |
| Carbonia Rinasce            | Ugo Bruno Piano                       | 3.522                       | 20,96 | 772                         | 4,78   | -     |       |
| Partito Socialista Italiano | Ugo Bruno Piano                       | 3.522                       | 20,96 | 215                         | 1,33   | -     |       |
| Svolta per Carbonia         | Ugo Bruno Piano                       | 3.522                       | 20,96 | 89                          | 0,55   | -     |       |
| Seggio al candidato sindaco | Seggio al candidato sindaco           | Seggio al candidato sindaco | 20,96 | 1                           |        |       |       |
|                             | Daniela Garau                         | 1.666                       | 9,91  | Insieme per il Rinnovamento | 698    | 4,32  | -     |
| La Svolta Inizia con Te     | Daniela Garau                         | 1.666                       | 9,91  | 628                         | 3,89   | -     |       |
| Carbonia in Movimento       | Daniela Garau                         | 1.666                       | 9,91  | 103                         | 0,63   | -     |       |
| Seggio al candidato sindaco | Seggio al candidato sindaco           | Seggio al candidato sindaco | 9,91  | 1                           |        |       |       |
|                             | Andrea Corda                          | 1.317                       | 7,83  | Unidos                      | 987    | 6,11  | -     |
|                             | Francesco Cicilloni                   | 533                         | 2,89  | Dipende da Noi              | 467    | 2,89  | -     |
| Totale                      | Totale                                | 16.800                      | 100   |                             | 16.133 | 100   | 24    |

Ballottaggio
| Candidati | Candidati                 | Voti   | %      |
| --------- | ------------------------- | ------ | ------ |
|           | Paola Massidda ✔️ Sindaco | 9.219  | 61,60  |
|           | Giuseppe Casti            | 5.748  | 34,80  |
| Totale    | Totale                    | 14.967 | 100,00 |

#### Olbia
| Candidati                   | Candidati                            | Voti                        | %     | Liste               | Voti   | %     | Seggi |
| --------------------------- | ------------------------------------ | --------------------------- | ----- | ------------------- | ------ | ----- | ----- |
|                             | Carlo Careddu Accede al ballottaggio | 9.783                       | 32,43 | Partito Democratico | 4.416  | 15,33 | 3     |
| Unione Popolare Cristiana   | Carlo Careddu Accede al ballottaggio | 9.783                       | 32,43 | 1.893               | 6,57   | 1     |       |
| Siamo Olbia                 | Carlo Careddu Accede al ballottaggio | 9.783                       | 32,43 | 1.633               | 5,67   | 1     |       |
| OlbiaFuturo                 | Carlo Careddu Accede al ballottaggio | 9.783                       | 32,43 | 1.059               | 3,67   | -     |       |
| Partito dei Sardi           | Carlo Careddu Accede al ballottaggio | 9.783                       | 32,43 | 696                 | 2,41   | -     |       |
| Olevà Frazioni Unite        | Carlo Careddu Accede al ballottaggio | 9.783                       | 32,43 | 677                 | 2,35   | -     |       |
| Seggio al candidato sindaco | Seggio al candidato sindaco          | Seggio al candidato sindaco | 32,43 | 1                   |        |       |       |
|                             | Settimo Nizzi Accede al ballottaggio | 8.330                       | 27,62 | Forza Italia        | 4.916  | 17,07 | 12    |
| Il Futuro Sei Tu            | Settimo Nizzi Accede al ballottaggio | 8.330                       | 27,62 | 1.622               | 5,63   | 4     |       |
| Olbia Unica                 | Settimo Nizzi Accede al ballottaggio | 8.330                       | 27,62 | 501                 | 1,73   | 1     |       |
| Noi con Salvini             | Settimo Nizzi Accede al ballottaggio | 8.330                       | 27,62 | 262                 | 0,90   | -     |       |
|                             | Maria Teresa Piccinnu                | 5.734                       | 19,01 | Movimento 5 Stelle  | 4.692  | 16,29 | 2     |
|                             | Giovanni Sanna                       | 4.471                       | 14,82 | Progetto Olbia      | 1.908  | 6,62  | 1     |
| Forza Olbia                 | Giovanni Sanna                       | 4.471                       | 14,82 | 1.702               | 5,91   | 1     |       |
| Olbia Civica                | Giovanni Sanna                       | 4.471                       | 14,82 | 462                 | 1,60   | -     |       |
| Riformatori Sardi           | Giovanni Sanna                       | 4.471                       | 14,82 | 318                 | 1,10   | -     |       |
| Movimento Popolare Sardo    | Giovanni Sanna                       | 4.471                       | 14,82 | 196                 | 0,68   | -     |       |
| Fratelli d'Italia           | Giovanni Sanna                       | 4.471                       | 14,82 | 162                 | 0,56   | -     |       |
| Cittadini per Olbia         | Giovanni Sanna                       | 4.471                       | 14,82 | 75                  | 0,26   | -     |       |
| Seggio al candidato sindaco | Seggio al candidato sindaco          | Seggio al candidato sindaco | 14,82 | 1                   |        |       |       |
|                             | Marco Balata                         | 1.841                       | 6,10  | Tutti Terranoa      | 787    | 2,23  | -     |
| Unidos                      | Marco Balata                         | 1.841                       | 6,10  | 273                 | 0,94   | -     |       |
| Partito Sardo d'Azione      | Marco Balata                         | 1.841                       | 6,10  | 225                 | 0,78   | -     |       |
| La Base                     | Marco Balata                         | 1.841                       | 6,10  | 199                 | 0,69   | -     |       |
| Sardigna Natzione           | Marco Balata                         | 1.841                       | 6,10  | 123                 | 0,42   | -     |       |
| Totale                      | Totale                               | 30.159                      | 100   |                     | 28.797 | 100   | 28    |

Ballottaggio
| Candidati | Candidati                | Voti   | %      |
| --------- | ------------------------ | ------ | ------ |
|           | Settimo Nizzi ✔️ Sindaco | 12.698 | 50,71  |
|           | Carlo Careddu            | 12.341 | 49,29  |
| Totale    | Totale                   | 25.039 | 100,00 |

## Elezioni provinciali
Le elezioni per le amministrazioni provinciali che avrebbero dovuto rinnovare gli organi istituzionali dal 1º gennaio al 30 giugno 2016 per scadenza naturale del mandato (legge di stabilità 2014, art. 1, comma 325, senza più l'ipotesi di rinnovo anticipato, essendo completata con questa tornata la riforma delle province nelle regioni a statuto ordinario) non si sono tenute. Al loro posto si sono tenute le elezioni a suffragio ristretto previste dalla nuova normativa.
Rinnovo del consiglio provinciale anche nel Varesotto, a seguito della caduta della giunta Vincenzi.
Non hanno partecipato, invece, al voto le province di Gorizia e Trieste che sono state soppresse dal Consiglio regionale del Friuli-Venezia Giulia.
| Elezioni del Presidente della provincia e del Consiglio provinciale | Elezioni del Presidente della provincia e del Consiglio provinciale | Elezioni del Presidente della provincia e del Consiglio provinciale | Elezioni del Presidente della provincia e del Consiglio provinciale | Elezioni del Presidente della provincia e del Consiglio provinciale | Elezioni del Presidente della provincia e del Consiglio provinciale | Elezioni del Presidente della provincia e del Consiglio provinciale | Elezioni del Presidente della provincia e del Consiglio provinciale | Elezioni del Presidente della provincia e del Consiglio provinciale | Elezioni del Presidente della provincia e del Consiglio provinciale |
| Provincia                                                           | Presidente uscente                                                  | Presidente uscente                                                  | Presidente eletto                                                   | Presidente eletto                                                   | Consiglio provinciale                                               | Consiglio provinciale                                               | Consiglio provinciale                                               | Consiglio provinciale                                               | Note                                                                |
| Provincia                                                           | Presidente uscente                                                  | Presidente uscente                                                  | Presidente eletto                                                   | Presidente eletto                                                   | Sin.                                                                | CSX                                                                 | CDX                                                                 | Altri                                                               | Note                                                                |
| ------------------------------------------------------------------- | ------------------------------------------------------------------- | ------------------------------------------------------------------- | ------------------------------------------------------------------- | ------------------------------------------------------------------- | ------------------------------------------------------------------- | ------------------------------------------------------------------- | ------------------------------------------------------------------- | ------------------------------------------------------------------- | ------------------------------------------------------------------- |
| Provincia                                                           | Presidente uscente                                                  | Presidente uscente                                                  | Presidente eletto                                                   | Presidente eletto                                                   |                                                                     |                                                                     |                                                                     |                                                                     | Note                                                                |
| Campobasso                                                          |                                                                     | Rosario De Matteis                                                  |                                                                     | Antonio Battista                                                    | 3                                                                   | 5                                                                   | 2                                                                   | N.D.                                                                | [ 36 ]                                                              |
| Macerata                                                            |                                                                     | Antonio Pettinari                                                   |                                                                     | Antonio Pettinari                                                   | 3                                                                   | 6                                                                   | 2                                                                   | 1                                                                   | [ 37 ]                                                              |
| Mantova                                                             |                                                                     | Alessandro Pastacci                                                 |                                                                     | Beniamino Mauro Morselli                                            | N.D.                                                                | 7                                                                   | 4                                                                   | 1                                                                   | [ 38 ]                                                              |
| Pavia                                                               |                                                                     | Daniele Bosone                                                      |                                                                     | Vittorio Poma                                                       | N.D.                                                                | 6                                                                   | 6                                                                   | N.D.                                                                | [ 39 ]                                                              |
| Ravenna                                                             |                                                                     | Claudio Casadio                                                     |                                                                     | Michele De Pascale                                                  | N.D.                                                                | 11                                                                  | 1                                                                   | N.D.                                                                | [ 40 ]                                                              |
| Treviso                                                             |                                                                     | Leonardo Muraro                                                     |                                                                     | Stefano Marcon                                                      | N.D.                                                                | 5                                                                   | 9                                                                   | 2                                                                   | [ 41 ]                                                              |
| Varese                                                              |                                                                     | Nicola Gunnar Vincenzi                                              |                                                                     | Nicola Gunnar Vincenzi                                              | N.D.                                                                | 8                                                                   | 7                                                                   | 1                                                                   | [ 45 ]                                                              |
| Vercelli                                                            |                                                                     | Carlo Riva Vercellotti                                              |                                                                     | Carlo Riva Vercellotti                                              | N.D.                                                                | 4                                                                   | 6                                                                   | N.D.                                                                | [ 46 ]                                                              |
| Totale seggi per partito                                            | Totale seggi per partito                                            | Totale seggi per partito                                            | Totale seggi per partito                                            | Totale seggi per partito                                            | 6                                                                   | 51                                                                  | 37                                                                  | 6                                                                   | 100                                                                 |

## Elezioni metropolitane
Nell'autunno 2016 sono stati rinnovati Consigli di quelle Città metropolitane i cui capoluoghi avevano eletto i nuovi organi di governo nella primavera: Bologna, Milano, Napoli, Roma e Torino. A questi si sono aggiunti la neo istituita Città metropolitana di Cagliari e quella di Reggio Calabria.
| Bologna         |                                       | Virginio Merola (PD)      | Partito Democratico                                | 13 / 18 | [ 47 ] |  |  |  |  |
| Bologna         | Uniti per l'Alternativa               | Virginio Merola (PD)      | 2 / 18                                             |         | [ 47 ] |  |  |  |  |
| Bologna         | Rete Civica                           | Virginio Merola (PD)      | 1 / 18                                             |         | [ 47 ] |  |  |  |  |
| Bologna         | Movimento 5 Stelle                    | Virginio Merola (PD)      | 1 / 18                                             |         | [ 47 ] |  |  |  |  |
|                 |                                       |                           |                                                    |         |        |  |  |  |  |
| Cagliari        |                                       | Massimo Zedda (Ind.)      | Centrosinistra metropolitana                       | 7 / 14  | [ 48 ] |  |  |  |  |
| Cagliari        | Città in cantiere                     | Massimo Zedda (Ind.)      | 5 / 14                                             |         | [ 48 ] |  |  |  |  |
| Cagliari        | Movimento 5 Stelle                    | Massimo Zedda (Ind.)      | 1 / 14                                             |         | [ 48 ] |  |  |  |  |
| Cagliari        | Bandelas                              | Massimo Zedda (Ind.)      | 1 / 14                                             |         | [ 48 ] |  |  |  |  |
|                 |                                       |                           |                                                    |         |        |  |  |  |  |
| Milano          |                                       | Giuseppe Sala (Ind.)      | C+ Milano Metropolitana                            | 14 / 24 | [ 49 ] |  |  |  |  |
| Milano          | Insieme per la Città Metropolitana    | Giuseppe Sala (Ind.)      | 6 / 24                                             |         | [ 49 ] |  |  |  |  |
| Milano          | Lega Nord                             | Giuseppe Sala (Ind.)      | 2 / 24                                             |         | [ 49 ] |  |  |  |  |
| Milano          | Movimento 5 Stelle                    | Giuseppe Sala (Ind.)      | 1 / 24                                             |         | [ 49 ] |  |  |  |  |
| Milano          | La Città dei comuni                   | Giuseppe Sala (Ind.)      | 1 / 24                                             |         | [ 49 ] |  |  |  |  |
|                 |                                       |                           |                                                    |         |        |  |  |  |  |
| Napoli          |                                       | Luigi De Magistris (DemA) | Con De Magistris (SI-Verdi-DemA-Liste Civiche)     | 9 / 24  | [ 50 ] |  |  |  |  |
| Napoli          | Partito Democratico                   | Luigi De Magistris (DemA) | 7 / 24                                             |         | [ 50 ] |  |  |  |  |
| Napoli          | Forza Italia                          | Luigi De Magistris (DemA) | 5 / 24                                             |         | [ 50 ] |  |  |  |  |
| Napoli          | Napoli Popolare                       | Luigi De Magistris (DemA) | 1 / 24                                             |         | [ 50 ] |  |  |  |  |
| Napoli          | Noi Sud                               | Luigi De Magistris (DemA) | 1 / 24                                             |         | [ 50 ] |  |  |  |  |
| Napoli          | Movimento 5 Stelle                    | Luigi De Magistris (DemA) | 1 / 24                                             |         | [ 50 ] |  |  |  |  |
|                 |                                       |                           |                                                    |         |        |  |  |  |  |
| Reggio Calabria |                                       | Giuseppe Falcomatà (PD)   | Democratici insieme per Reggio Città Metropolitana | 9 / 14  | [ 51 ] |  |  |  |  |
| Reggio Calabria | Centrodestra Metropolitano            | Giuseppe Falcomatà (PD)   | 2 / 14                                             |         | [ 51 ] |  |  |  |  |
| Reggio Calabria | Area Socialista e Popolare            | Giuseppe Falcomatà (PD)   | 2 / 14                                             |         | [ 51 ] |  |  |  |  |
| Reggio Calabria | Uniti per unire-Locride Metropolitana | Giuseppe Falcomatà (PD)   | 1 / 14                                             |         | [ 51 ] |  |  |  |  |
| Reggio Calabria | Territorio e Identità a Sinistra      | Giuseppe Falcomatà (PD)   | 0 / 14                                             |         | [ 51 ] |  |  |  |  |
|                 |                                       |                           |                                                    |         |        |  |  |  |  |
| Roma            |                                       | Virginia Raggi (M5S)      | Movimento 5 Stelle                                 | 9 / 24  | [ 52 ] |  |  |  |  |
| Roma            | Le Città della Metropoli              | Virginia Raggi (M5S)      | 8 / 24                                             |         | [ 52 ] |  |  |  |  |
| Roma            | Territorio protagonista               | Virginia Raggi (M5S)      | 7 / 24                                             |         | [ 52 ] |  |  |  |  |
| Roma            | Patto civico metropolitano            | Virginia Raggi (M5S)      | 0 / 24                                             |         | [ 52 ] |  |  |  |  |
|                 |                                       |                           |                                                    |         |        |  |  |  |  |
| Torino          |                                       | Chiara Appendino (M5S)    | Città di città                                     | 8 / 18  | [ 53 ] |  |  |  |  |
| Torino          | Movimento 5 Stelle                    | Chiara Appendino (M5S)    | 7 / 18                                             |         | [ 53 ] |  |  |  |  |
| Torino          | Civica per il Territorio              | Chiara Appendino (M5S)    | 3 / 18                                             |         | [ 53 ] |  |  |  |  |